# Représentations diplomatiques de l'Allemagne

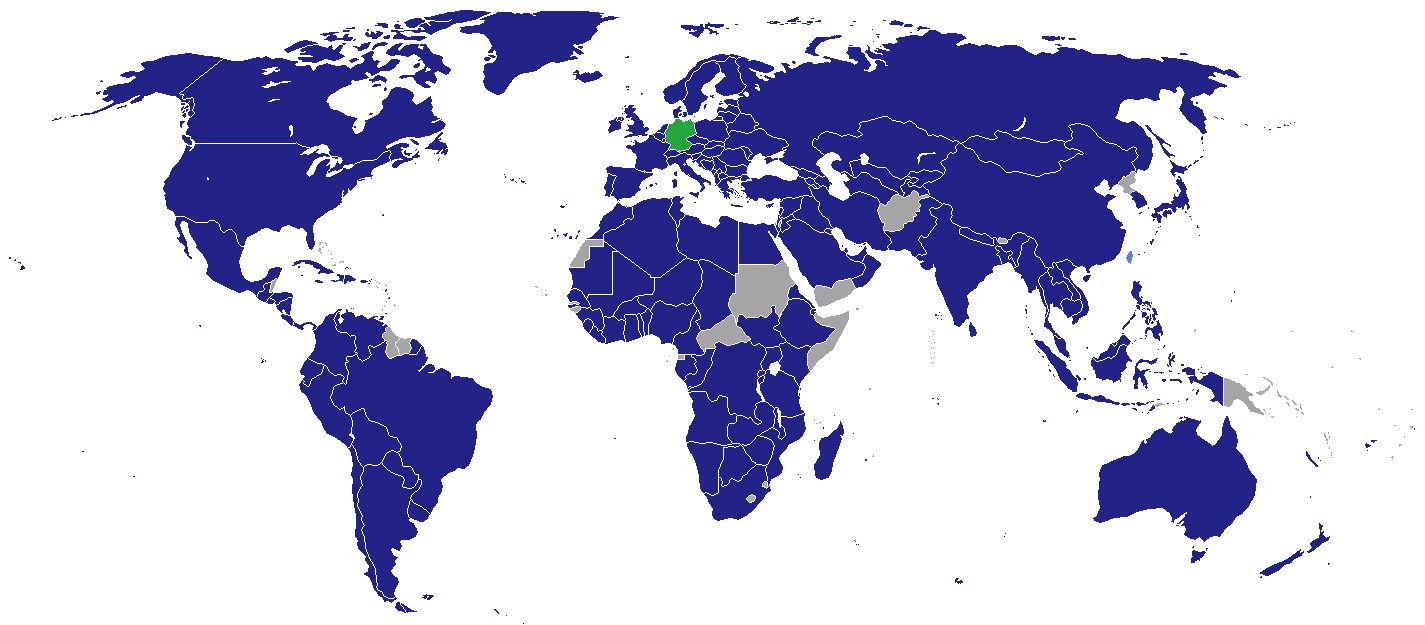
Représentations diplomatiques de l'Allemagne.

Ceci est une liste des représentations diplomatiques de l'Allemagne. 

## Historique
Historiquement, l'État allemand de Prusse et plusieurs petits États allemands avaient envoyé des émissaires à l'étranger avant la création de la confédération d'Allemagne du Nord, précurseur de la République fédérale d'Allemagne moderne.
En 1874, l'Allemagne n'avait que quatre ambassades (à Londres, Paris, Saint-Pétersbourg et Vienne), complétées par une représentation non ambassadrice sous la forme de quatorze postes ministériels (à Athènes, Berne, Bruxelles, La Haye, Constantinople, Copenhague, Lisbonne, Madrid, Rome, Stockholm, Pékin, Rio de Janeiro, Washington et auprès du Saint-Siège), sept consulats généraux à statut diplomatique (à Alexandrie, Belgrade, Bucarest, Londres, New York, Budapest et Varsovie) et trente sept consulats et vice-consulats dirigés par des fonctionnaires consulaires. 
En 1914, cinq ambassades supplémentaires ont été établies à Constantinople, Madrid, Rome, Washington et Tokyo. Le ministère des Affaires étrangères s'est progressivement réformé à cette époque pour servir les intérêts commerciaux et coloniaux croissants de l'Allemagne à l'étranger.
La politique du Troisième Reich a affecté les affaires étrangères. En 1935, la loi sur la citoyenneté du Reich a entraîné la retraite forcée de plus de 120 fonctionnaires titulaires. Des postes et des structures ont été créés pour intégrer les représentants du NSDAP, et les SS ont commencé à être détachés à l'étranger comme « attachés de police ». Sous Joachim von Ribbentrop, le ministère des Affaires étrangères du Reich est passé de 2 665 officiers en 1938 à 6 458 en 1943, malgré la fermeture de missions à l'étranger à la suite de la Seconde Guerre mondiale.
Le réseau diplomatique de l'Allemagne d'après-guerre s'est développé dès 1949 avec une mission à Paris auprès de la nouvelle Organisation de coopération et de développement économiques. L'année suivante, des consulats généraux ont été rouverts à Londres, New York, Paris, Istanbul, Amsterdam, Bruxelles, Rome et Athènes (jusqu'en 1951, il ne s'agissait pas d'ambassades, car en vertu du statut de l'occupation, les trois puissances alliées avaient compétence des affaires étrangères; ces consulats étaient destinés à gérer uniquement les affaires commerciales et consulaires). L'Office fédéral des Affaires étrangères de l'Allemagne de l'Ouest s'est développé et au moment de la réunification de l'Allemagne en 1990, il y avait 214 missions diplomatiques à l'étranger. Après la réunification allemande, la République fédérale a hérité de plusieurs représentations diplomatiques du ministère des Affaires étrangères de l'ancienne Allemagne de l'Est.
L'ambassade de l'Allemagne de l'Ouest à Stockholm fut occupée par la Fraction armée rouge en 1975. En 1989, ses ambassades à Budapest et à Prague ont abrité les Allemands de l'Est en fuite en attendant la permission de se rendre en Allemagne de l'Ouest; l'autorisation a ensuite été donnée par les gouvernements tchécoslovaque et hongrois, accélérant l'effondrement de l'hégémonie socialiste en Europe de l'Est.
L'Allemagne « assiste » la Suède dans ses devoirs en tant que puissance de protection de plusieurs États occidentaux en Corée du Nord « lorsque cela est nécessaire ».
Aujourd'hui, l'Allemagne  gère 226 missions diplomatiques à l'étranger, et possède également 354 consuls honoraires non rémunérés.

## Afrique
- Afrique du Sud
  - Pretoria (ambassade)
  - Le Cap (consulat général)
- Algérie
  - Alger (ambassade)
- Angola
  - Luanda (ambassade)
- Bénin
  - Cotonou (ambassade)
- Botswana
  - Gaborone (ambassade)
- Burkina Faso
  - Ouagadougou (ambassade)
- Burundi
  - Bujumbura (ambassade)
- Cameroun
  - Yaoundé (ambassade)
- Côte d'Ivoire
  - Abidjan (ambassade)
- Djibouti
  - Djibouti (ambassade)
- Égypte
  - Le Caire (ambassade)
- Érythrée
  - Asmara (ambassade)
- Éthiopie
  - Addis-Abeba (ambassade)
- Gabon
  - Libreville (ambassade)
- Ghana
  - Accra (ambassade)
- Guinée
  - Conakry (ambassade)
- Guinée équatoriale
  - Malabo (ambassade)
- Kenya
  - Nairobi (ambassade)
- Liberia
  - Monrovia (ambassade)
- Libye
  - Tripoli (ambassade)
- Madagascar
  - Antananarivo (ambassade)
- Malawi
  - Lilongwe (ambassade)
- Mali
  - Bamako (ambassade)
- Maroc
  - Rabat (ambassade)
- Mauritanie
  - Nouakchott (ambassade)
- Mozambique
  - Maputo (ambassade)
- Namibie
  - Windhoek (ambassade)
- Niger
  - Niamey (ambassade)
- Nigeria
  - Abuja (ambassade)
  - Lagos (consulat général)
- Ouganda
  - Kampala (ambassade)
- République démocratique du Congo
  - Kinshasa (ambassade)
- République du Congo
  - Brazzaville (ambassade)
- Rwanda
  - Kigali (ambassade)
- Sénégal
  - Dakar (ambassade)
- Sierra Leone
  - Freetown (ambassade)
- Tanzanie
  - Dar es Salam (ambassade)
- Tchad
  - N'Djaména (ambassade)
- Togo
  - Lomé (ambassade)
- Tunisie
  - Tunis (ambassade)
- Zambie
  - Lusaka (ambassade)
- Zimbabwe
  - Harare (ambassade)

## Amérique
- Argentine
  - Buenos Aires (ambassade)
- Bolivie
  - La Paz (ambassade)
- Brésil
  - Brasilia (ambassade)
  - Porto Alegre (consulat général)
  - Recife (consulat général)
  - Rio de Janeiro (consulat général)
  - São Paulo (consulat général)
- Canada
  - Ottawa (ambassade)
  - Montréal (consulat général)
  - Toronto (consulat général)
  - Vancouver (consulat général)
- Chili
  - Santiago (ambassade)
- Colombie
  - Bogota (ambassade)
- Costa Rica
  - San José (ambassade)
- Cuba
  - La Havane (ambassade)
- Équateur
  - Quito (ambassade)
- États-Unis
  - Washington (ambassade)
  - Atlanta (consulat général)
  - Boston (consulat général)
  - Chicago (consulat général)
  - Houston (consulat général)
  - Los Angeles (consulat général)
  - Miami (consulat général)
  - New York (consulat général)
  - San Francisco (consulat général)
- Guatemala
  - Guatemala (ambassade)
- Haïti
  - Port-au-Prince (ambassade)
- Honduras
  - Tegucigalpa (ambassade)
- Jamaïque
  - Kingston (ambassade)
- Mexique
  - Mexico (ambassade)
- Nicaragua
  - Managua (ambassade)
- Panama
  - Panama (ambassade)
- Paraguay
  - Asuncion (ambassade)
- Pérou
  - Lima (ambassade)
- République dominicaine
  - Saint-Domingue (ambassade)
- Salvador
  - San Salvador (ambassade)
- Trinité-et-Tobago
  - Port-d'Espagne (ambassade)
- Uruguay
  - Montevideo (ambassade)
- Venezuela
  - Caracas (ambassade)

## Asie
- Arabie saoudite
  - Riyad (ambassade)
  - Djeddah (consulat général)
- Arménie
  - Erevan (ambassade)
- Azerbaïdjan
  - Bakou (ambassade)
- Bahreïn
  - Manama (ambassade)
- Bangladesh
  - Dacca (ambassade)
- Birmanie
  - Rangoun (ambassade)
- Brunei
  - Bandar Seri Begawan (ambassade)
- Cambodge
  - Phnom Penh (ambassade)
- Chine
  - Pékin (ambassade)
  - Chengdu (consulat général)
  - Canton (consulat général)
  - Hong Kong (consulat général)
  - Shanghai (consulat général)
  - Shenyang (consulat général)
- Corée du Sud
  - Séoul (ambassade)
- Émirats arabes unis
  - Abou Dabi (ambassade)
  - Dubaï (consulat général)
- Géorgie
  - Tbilissi (ambassade)
- Inde
  - New Delhi (ambassade)
  - Bangalore (consulat général)
  - Bombay (consulat général)
  - Calcutta (consulat général)
  - Chennai (consulat général)
- Indonésie
  - Jakarta (ambassade)
- Irak
  - Bagdad (ambassade)
  - Erbil (consulat général)
- Iran
  - Téhéran (ambassade)
- Israël
  - Tel Aviv-Jaffa (ambassade)
- Japon
  - Tokyo (ambassade)
  - Osaka (consulat général)
- Jordanie
  - Amman (ambassade)
- Kazakhstan
  - Noursoultan (ambassade)
  - Almaty (consulat général)
- Kirghizistan
  - Bichkek (ambassade)
- Koweït
  - Koweït (ambassade)
- Laos
  - Vientiane (ambassade)
- Liban
  - Beyrouth (ambassade)
- Malaisie
  - Kuala Lumpur (ambassade)
- Mongolie
  - Oulan-Bator (ambassade)
- Népal
  - Katmandou (ambassade)
- Oman
  - Mascate (ambassade)
- Ouzbékistan
  - Tachkent (ambassade)
- Pakistan
  - Islamabad (Ambassade)
  - Karachi (consulat général)
- Palestine
  - Ramallah (bureau de représentation)
- Philippines
  - Manille (ambassade)
- Qatar
  - Doha (ambassade)
- Singapour
  - Singapour (ambassade)
- Sri Lanka
  - Colombo (ambassade)
- Syrie
  - Damas (ambassade)
- Tadjikistan
  - Douchanbé (ambassade)
- Taïwan
  - Taipei (institut allemand de Taipei)
- Thaïlande
  - Bangkok (ambassade)
- Turkménistan
  - Achgabat (ambassade)
- Turquie
  - Ankara (ambassade)
  - Istanbul (consulat général)
  - Izmir (consulat général)
  - Antalya  (consulate)
- Viêt Nam
  - Hanoï (ambassade)
  - Hô-Chi-Minh-Ville (consulat général)

## Europe
- Albanie
  - Tirana (ambassade)
- Autriche
  - Vienne (ambassade)
- Belgique
  - Bruxelles (ambassade)
- Biélorussie
  - Minsk (ambassade)
- Bosnie-Herzégovine
  - Sarajevo (ambassade)
  - Banja Luka (avant-poste de l'ambassade)
- Bulgarie
  - Sofia (ambassade)
- Chypre
  - Nicosie (ambassade)
- Croatie
  - Zagreb (ambassade)
- Danemark
  - Copenhague (ambassade)
- Espagne
  - Madrid (ambassade)
  - Barcelone (consulat général)
  - Palma  (consulat)
  - Las Palmas de Grande Canarie (consulat)
  - Malaga (consulat général)
- Estonie
  - Tallinn (ambassade)
- Finlande
  - Helsinki (ambassade)
- France
  - Paris (ambassade)
  - Bordeaux (consulat général)
  - Lyon (consulat général)
  - Marseille (consulat général)
  - Strasbourg (consulat général)
- Grèce
  - Athènes (ambassade)
  - Thessalonique (consulat général)
- Hongrie
  - Budapest (ambassade)
- Irlande
  - Dublin (ambassade)
- Islande
  - Reykjavik (ambassade)
- Italie
  - Rome (ambassade)
  - Milan (consulat général)
- Kosovo
  - Pristina (ambassade)
- Lettonie
  - Riga (ambassade)
- Lituanie
  - Vilnius (ambassade)
- Luxembourg
  - Luxembourg (ambassade)
- Macédoine du Nord
  - Skopje (ambassade)
- Malte
  - La Valette (ambassade)
- Moldavie
  - Chișinău (ambassade)
- Monténégro
  - Podgorica (ambassade)
- Norvège
  - Oslo (ambassade)
- Pays-Bas
  - La Haye (ambassade)
  - Amsterdam (consulat général)
- Pologne
  - Varsovie (ambassade)
  - Gdańsk (consulat général)
  - Cracovie (consulat général)
  - Wrocław (consulat général)
  - Opole (consulat général)
- Portugal
  - Lisbonne (ambassade)
- République tchèque
  - Prague (ambassade)
- Roumanie
  - Bucarest (ambassade)
  - Sibiu (consulat général)
  - Timișoara (consulat général)
- Royaume-Uni
  - Londres (ambassade)
  - Édimbourg (consulat général)
- Russie
  - Moscou (ambassade)
  - Saint-Pétersbourg (consulat général)
- Serbie
  - Belgrade (ambassade)
- Slovaquie
  - Bratislava (ambassade)
- Slovénie
  - Ljubljana (ambassade)
- Suède
  - Stockholm (ambassade)
- Suisse
  - Bern (ambassade)
- Ukraine
  - Kiev (ambassade)
- Vatican
  - Rome (ambassade)[note 1]

## Océanie
- Australie
  - Canberra (ambassade)
  - Sydney (consulat général)
- Fidji
  - Suva (ambassade)
- Nouvelle-Zélande
  - Wellington (ambassade)

## Organisations multilatérales
- Union européenne
  - Bruxelles (mission permanente)
  - Strasbourg (mission permanente auprès du Conseil européen)
- OTAN
  - Bruxelles (mission permanente)
- Nations unies
  - Genève (mission permanente représentant également l'Allemagne auprès d'autres organisations internationales)
  - New York (mission permanente)
- OCDE
  - Paris (mission permanente)
- OSCE
  - Vienne (mission permanente)
- UNESCO
  - Paris (mission permanente)

## Galerie

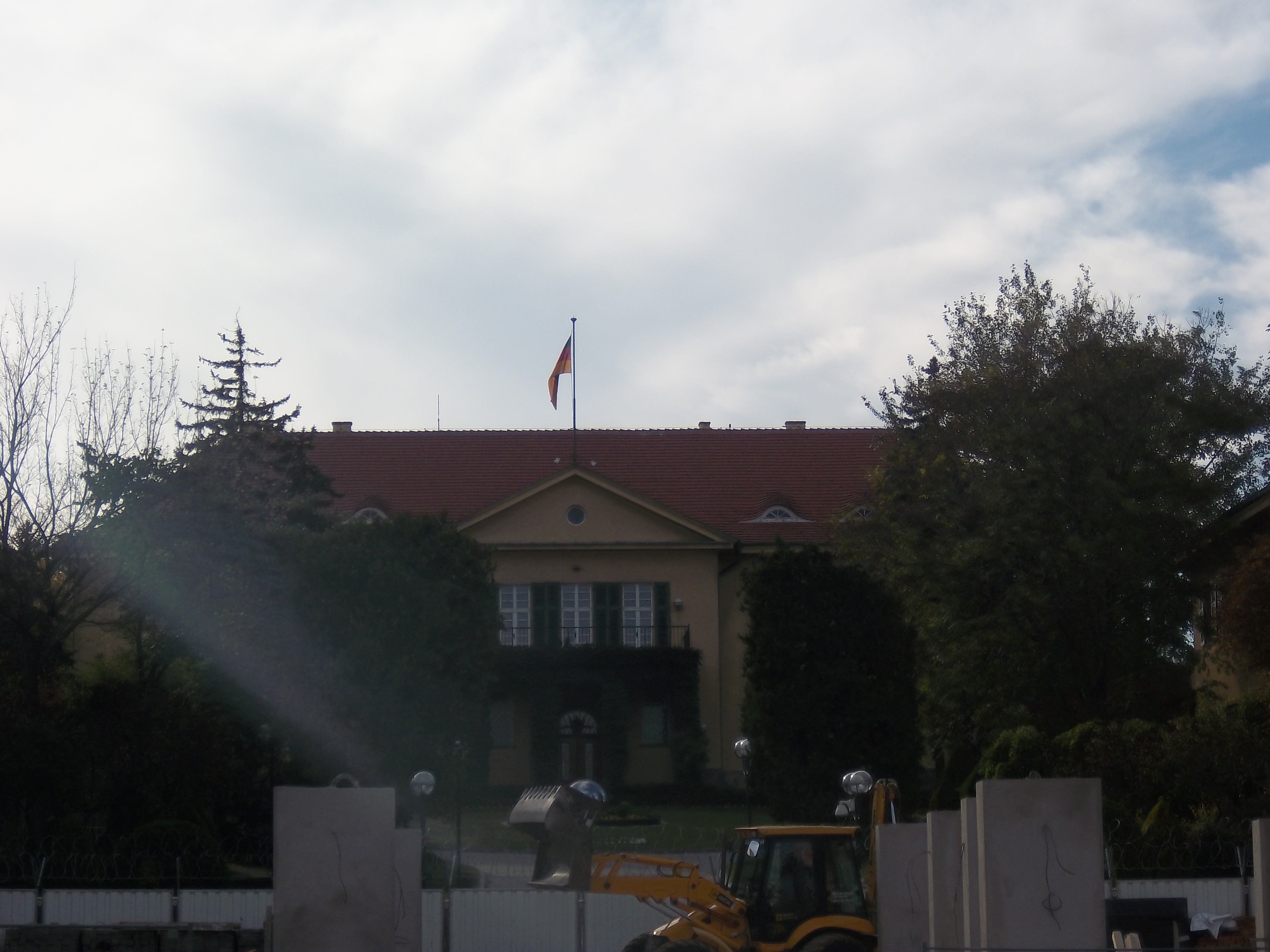
Ambassade à Ankara.
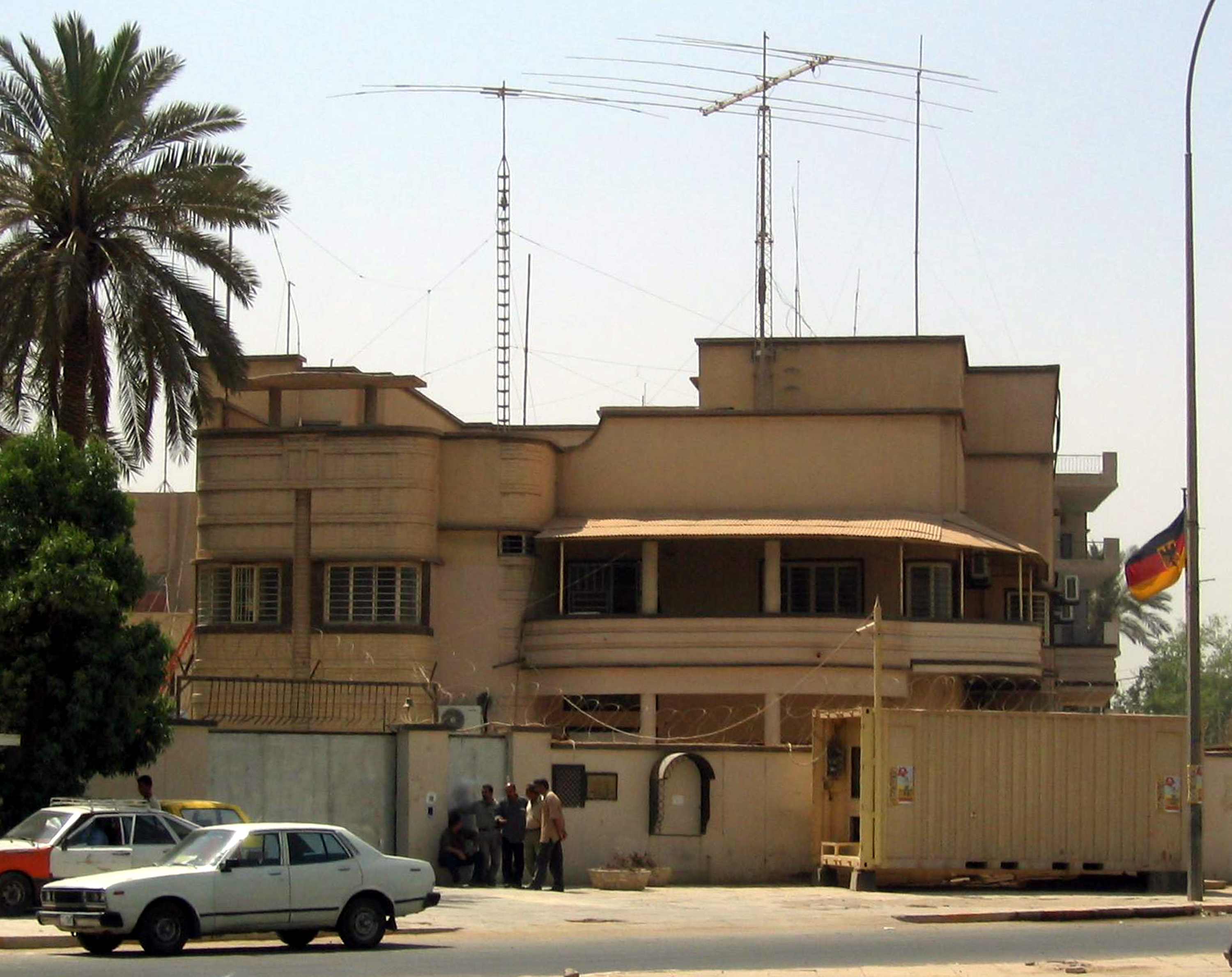
Ambassade à Bagdad.
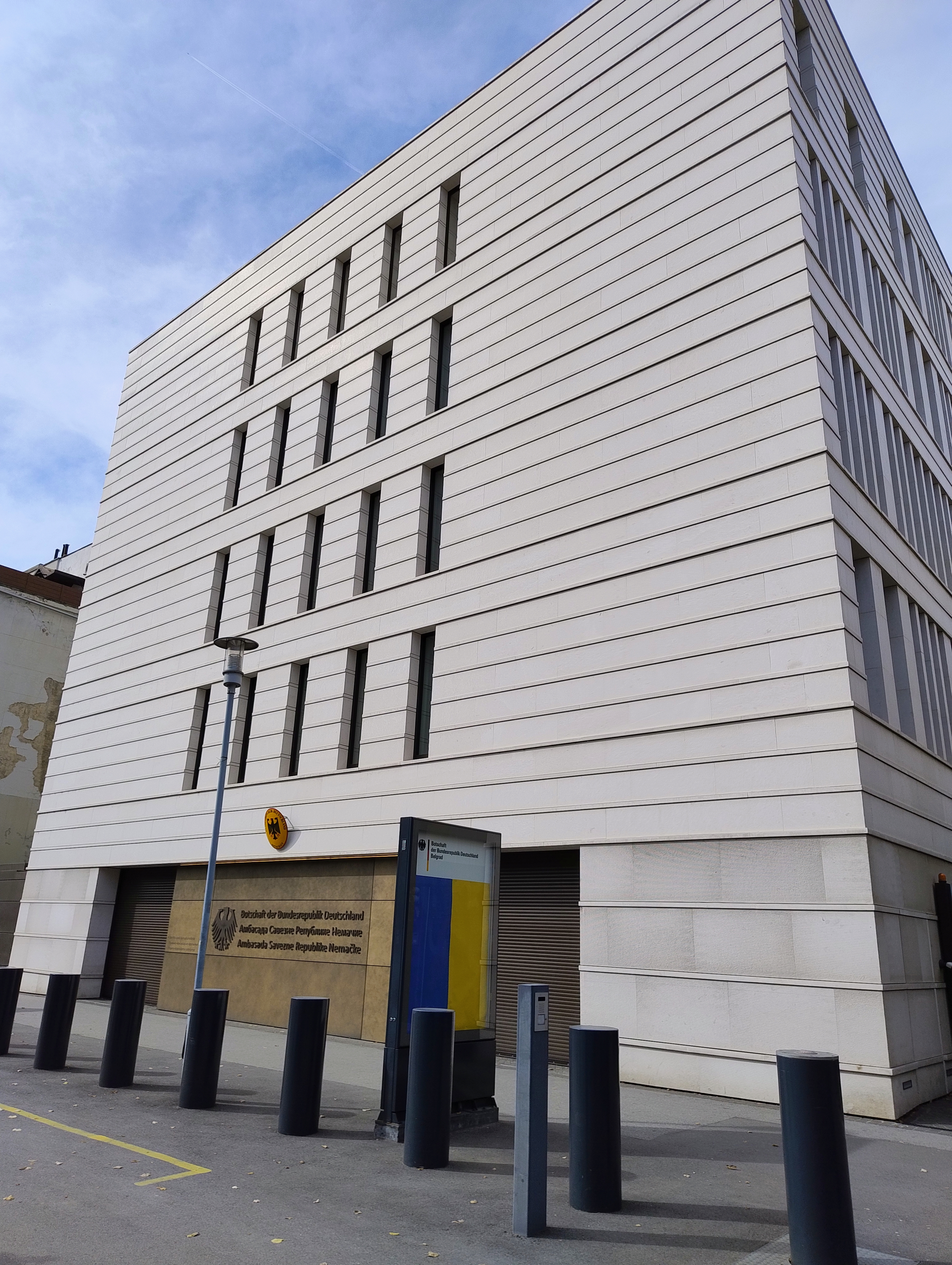
Ambassade à Belgrade.
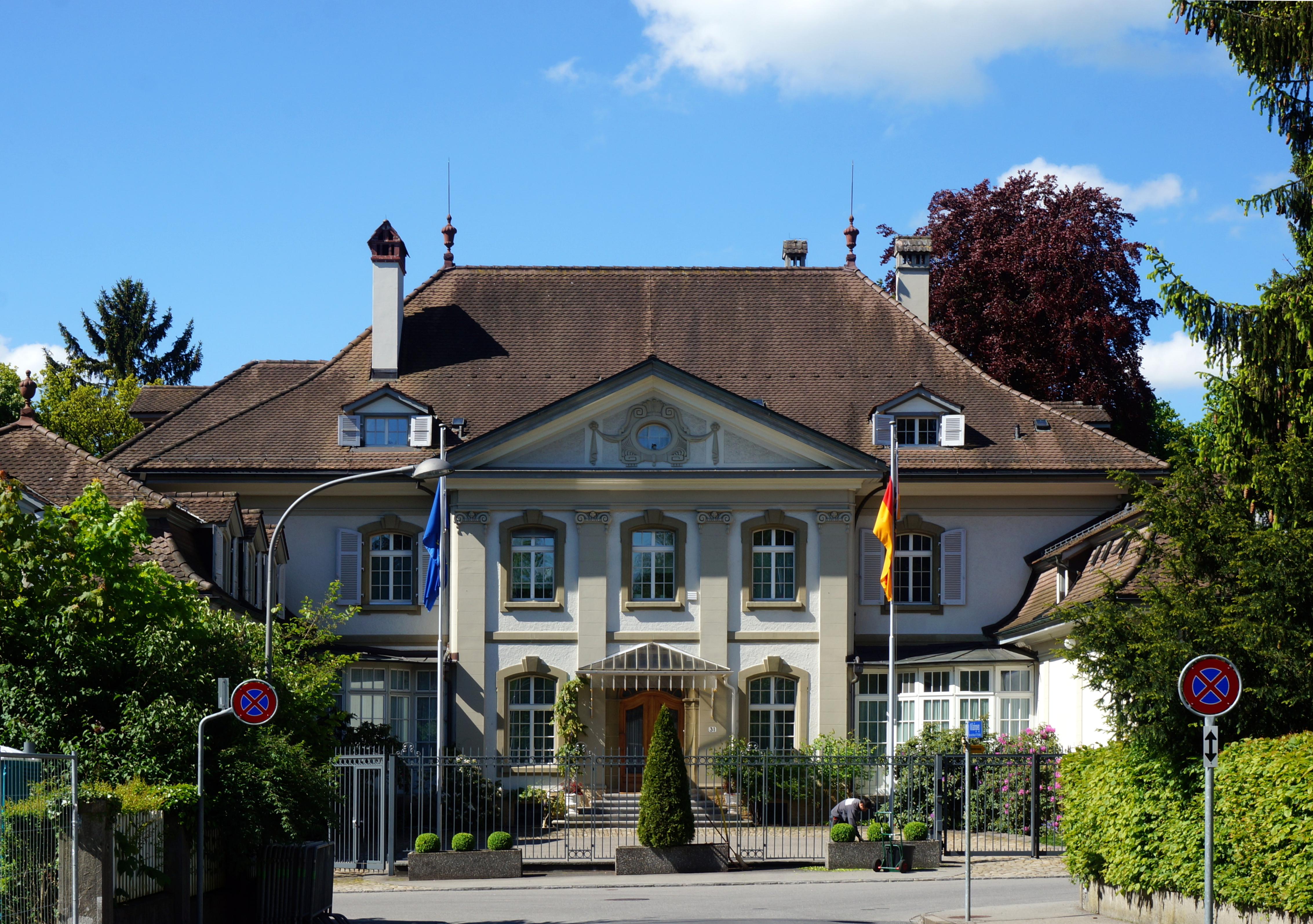
Ambassade à Berne.
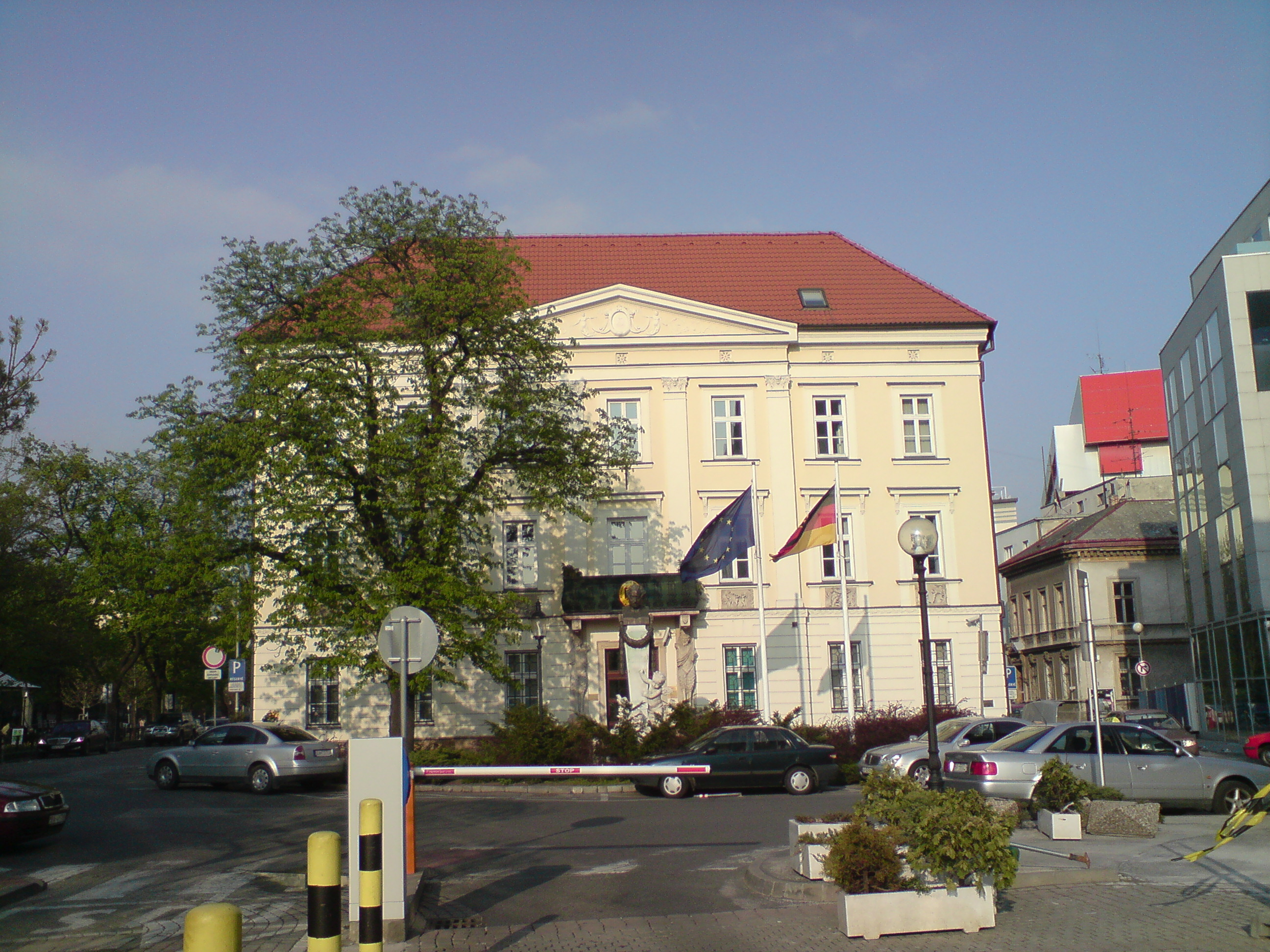
Ambassade à Bratislava.
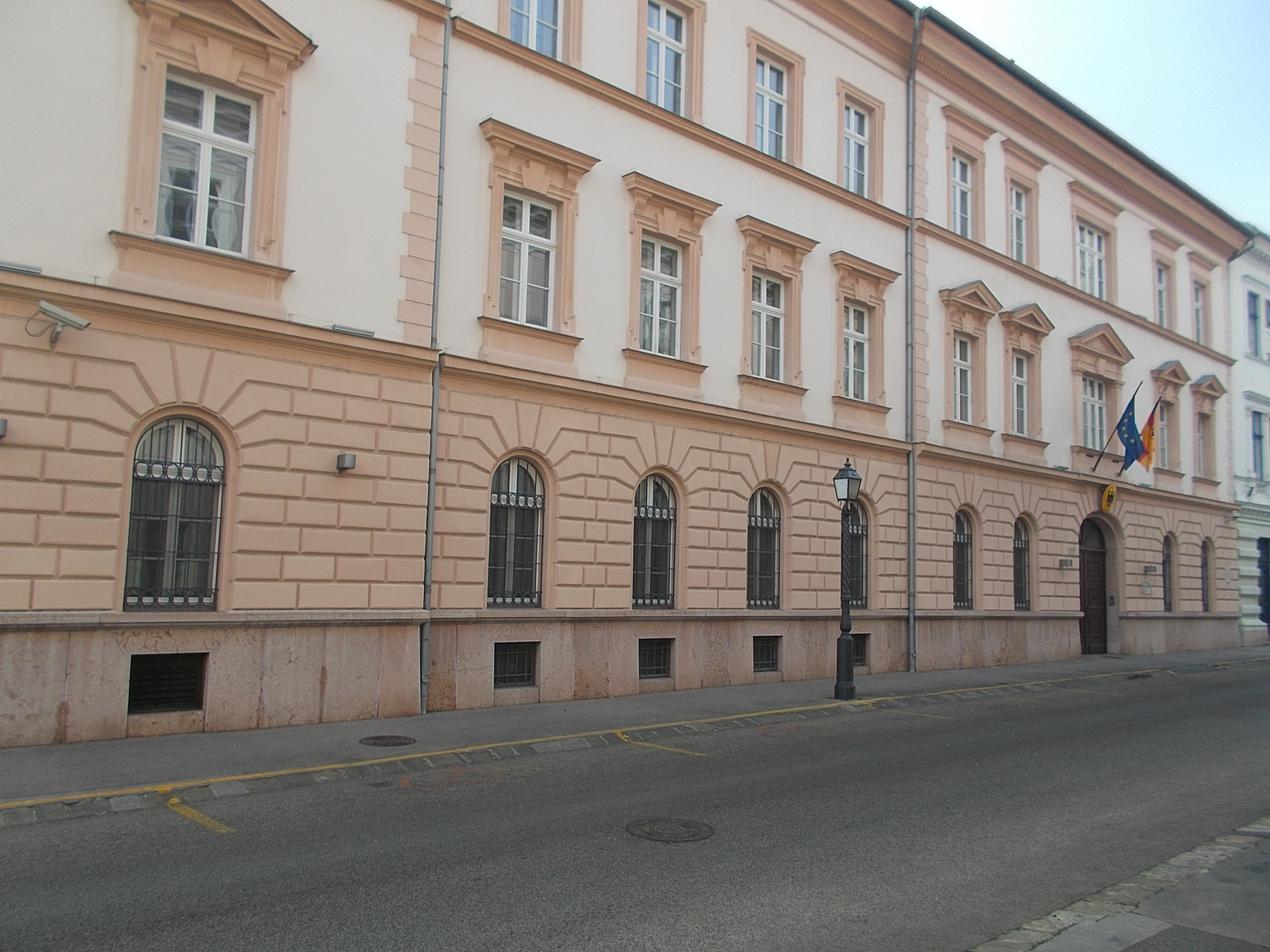
Ambassade à Budapest.
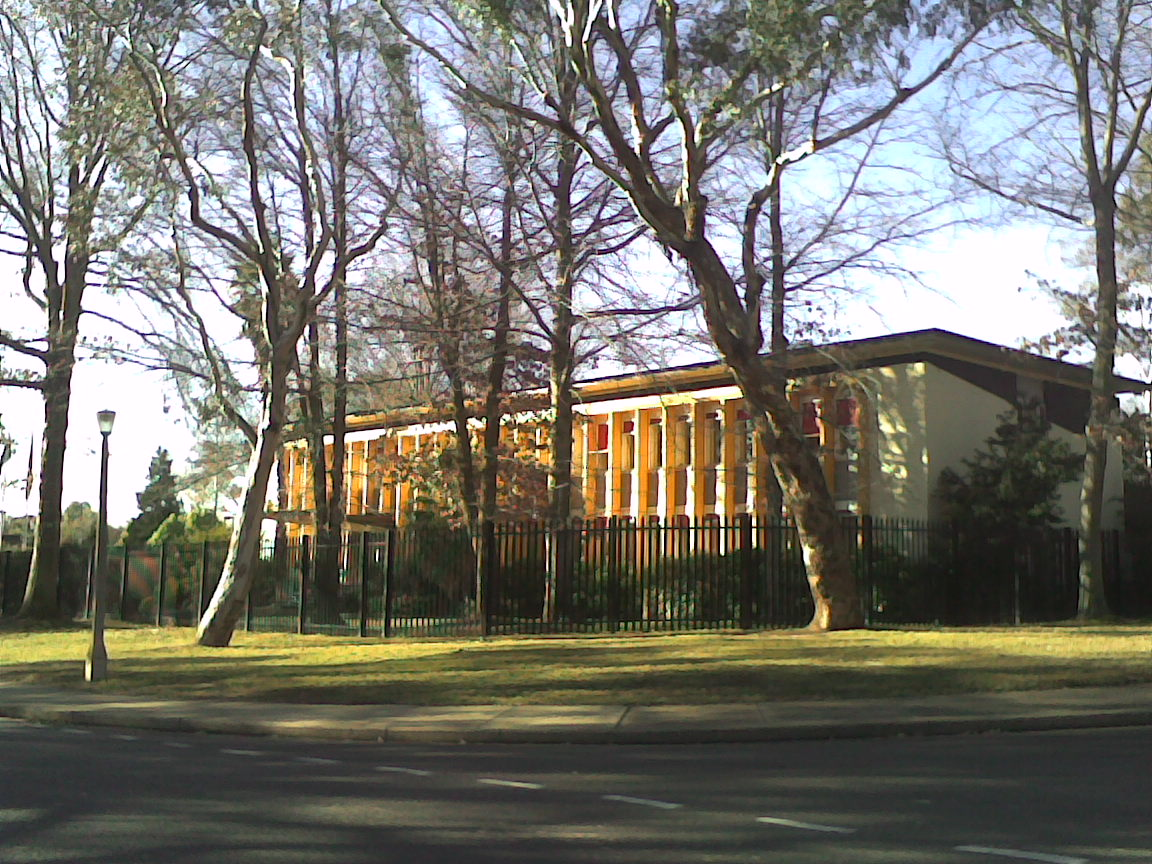
Ambassade à Canberra.
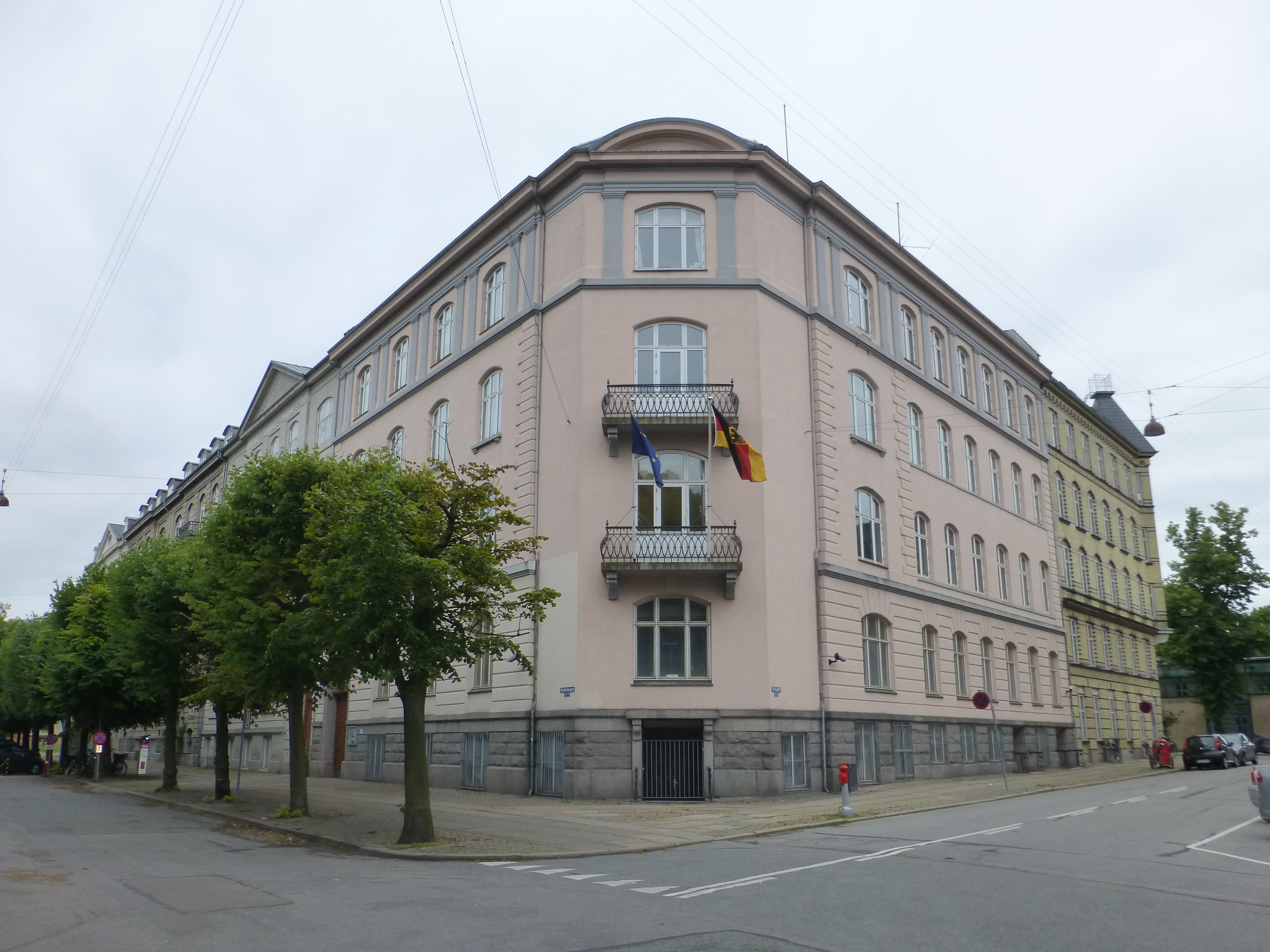
Ambassade à Copenhague.
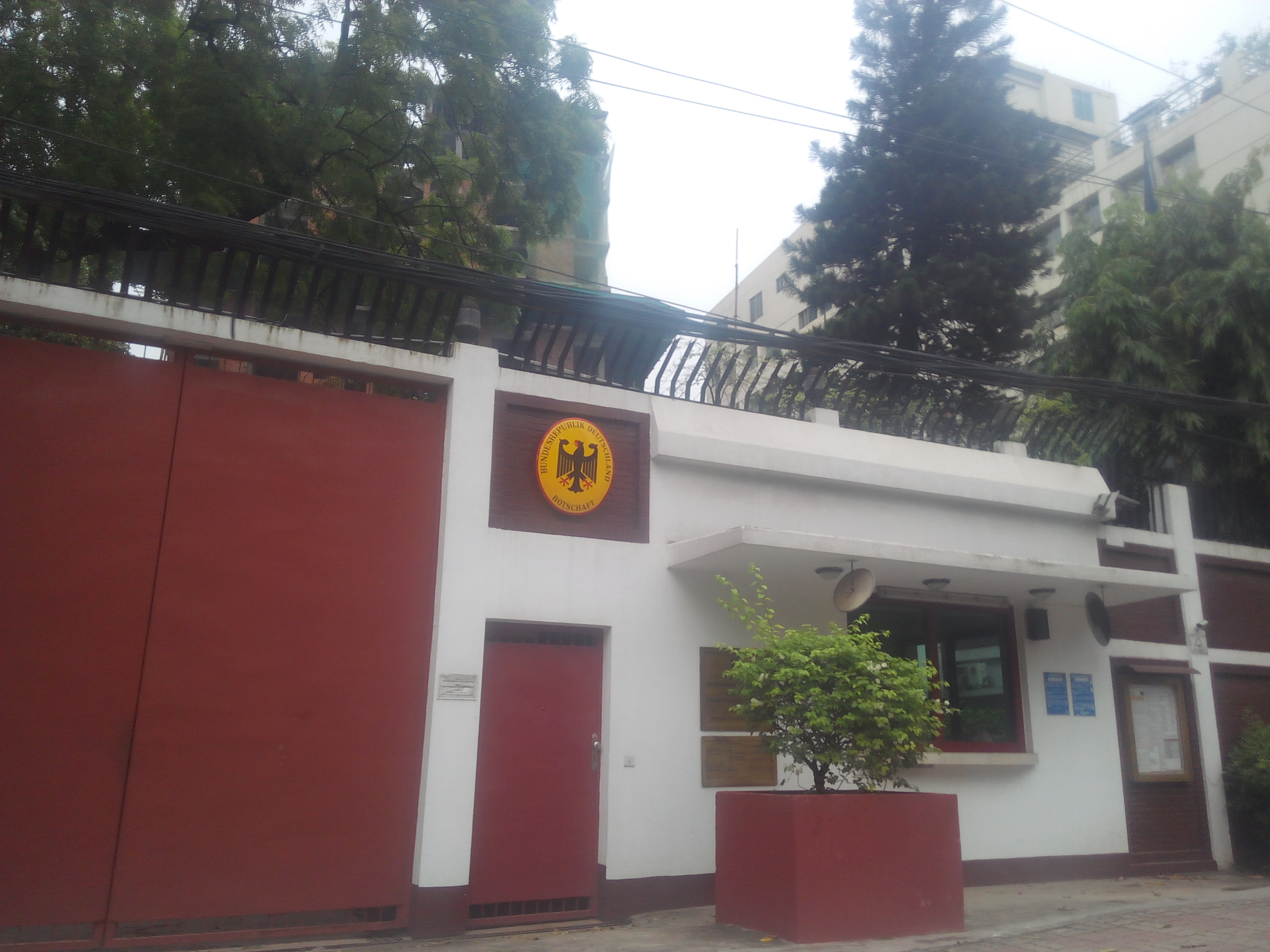
Ambassade à Dacca.
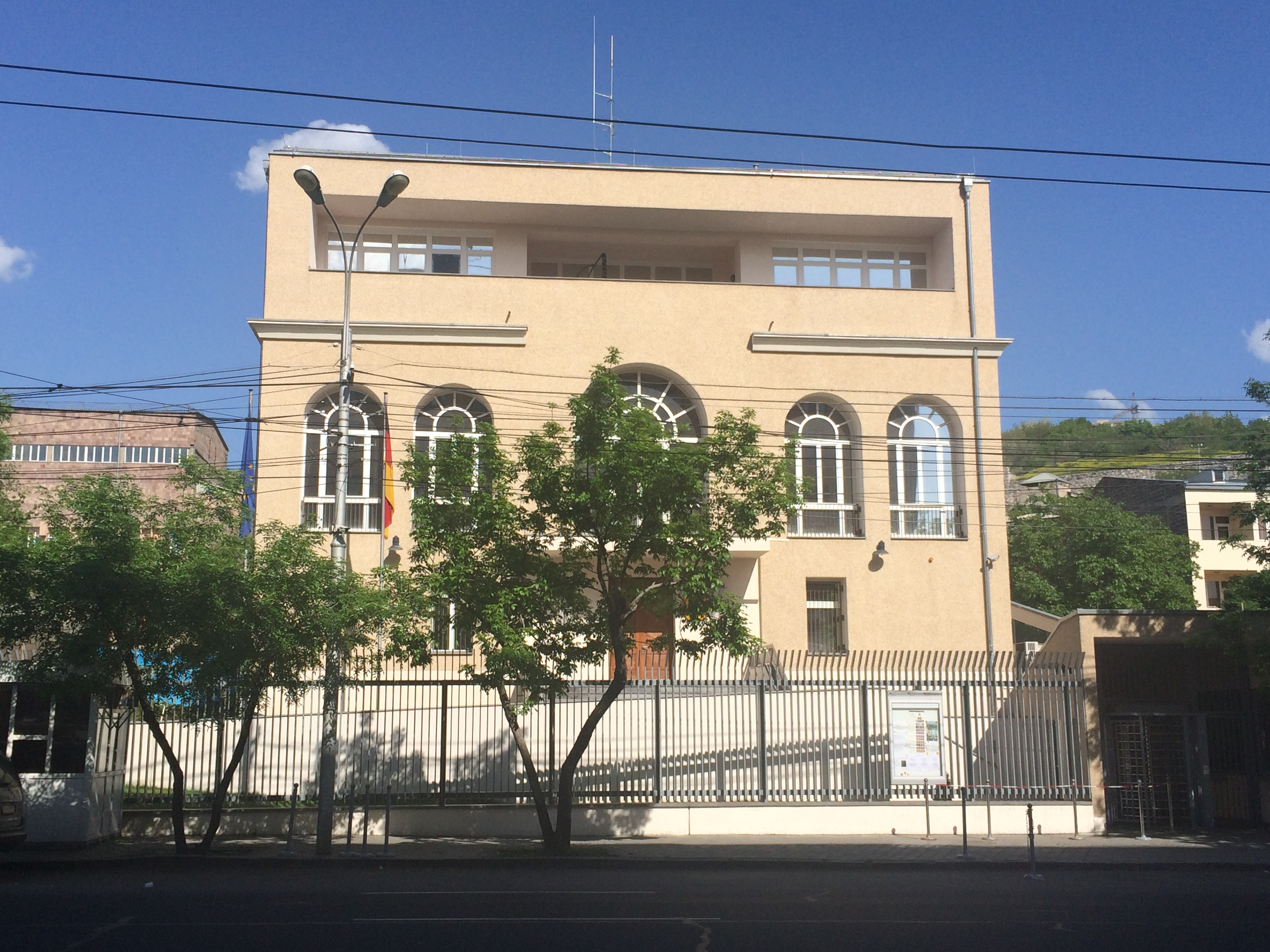
Ambassade à Erevan.
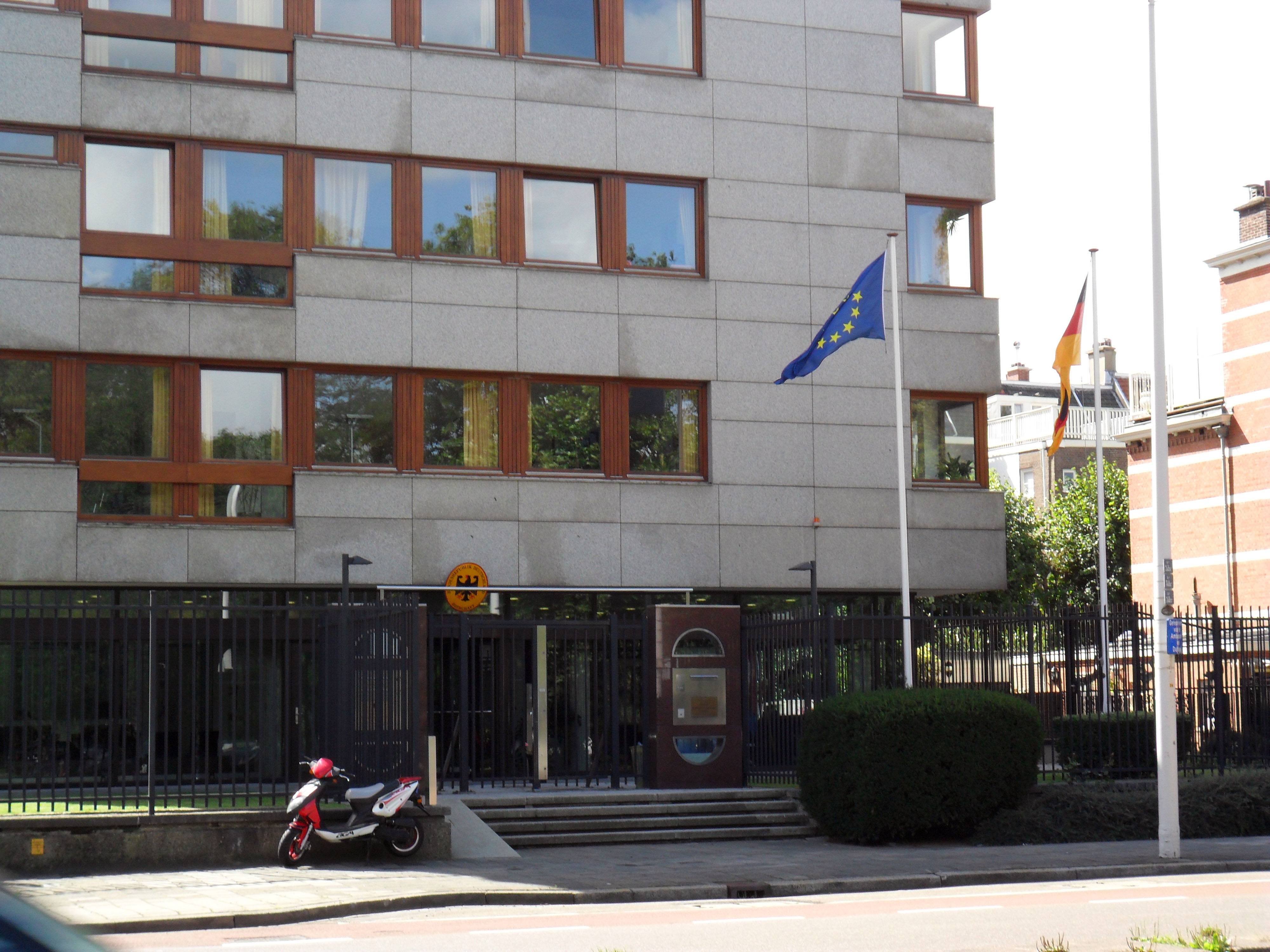
Ambassade à La Haye.
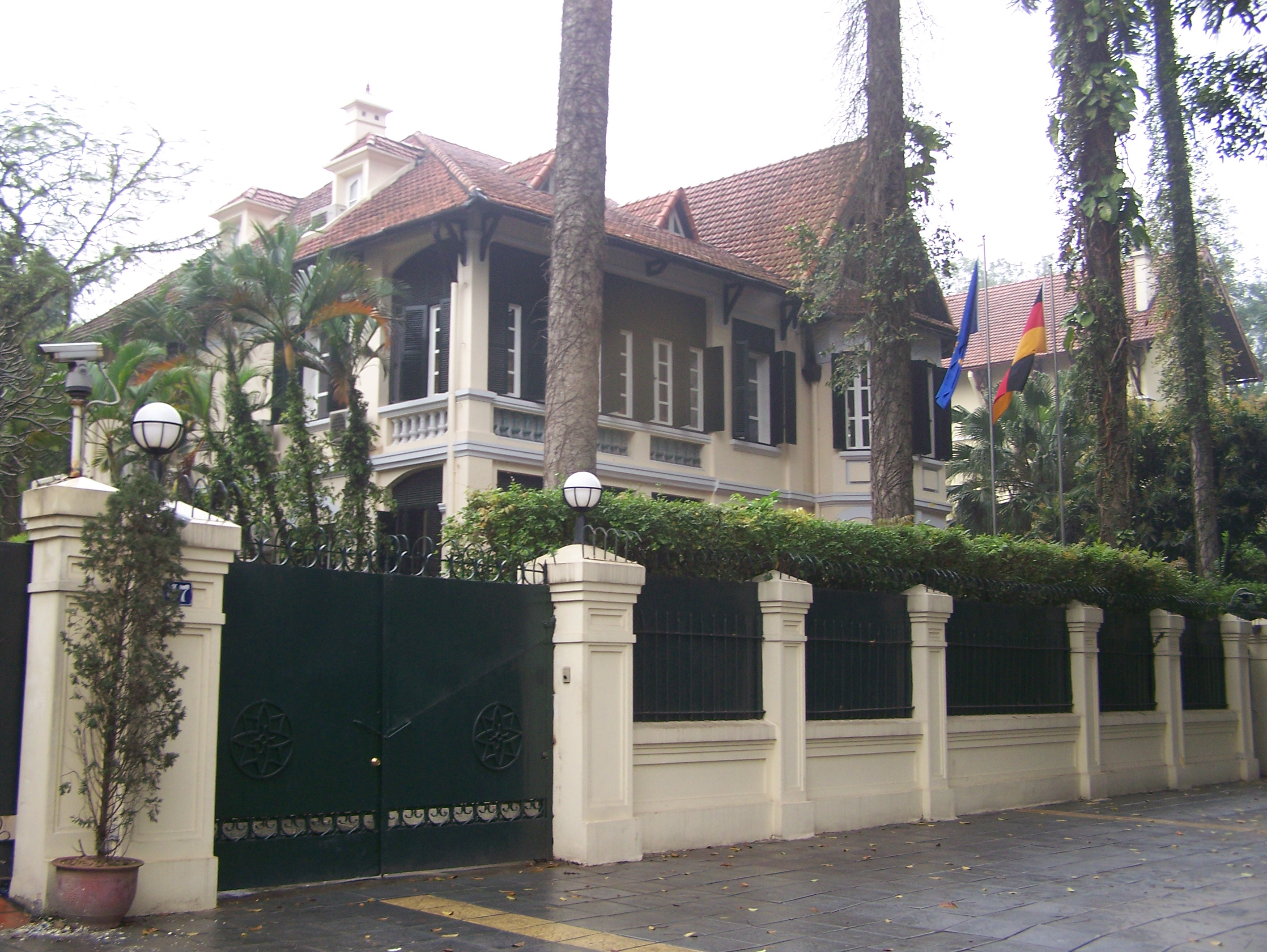
Ambassade à Hanoï.
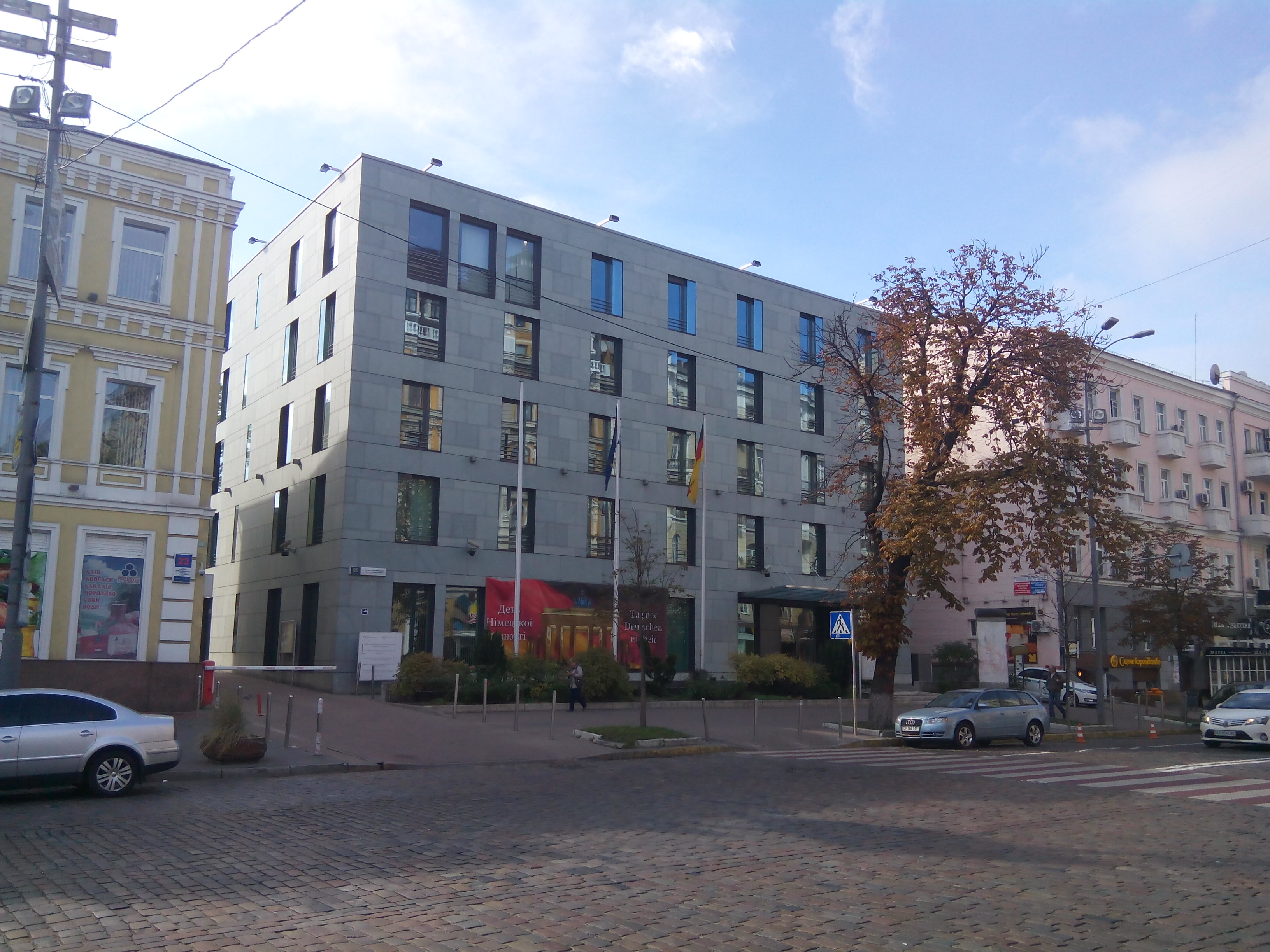
Ambassade à Kiev.
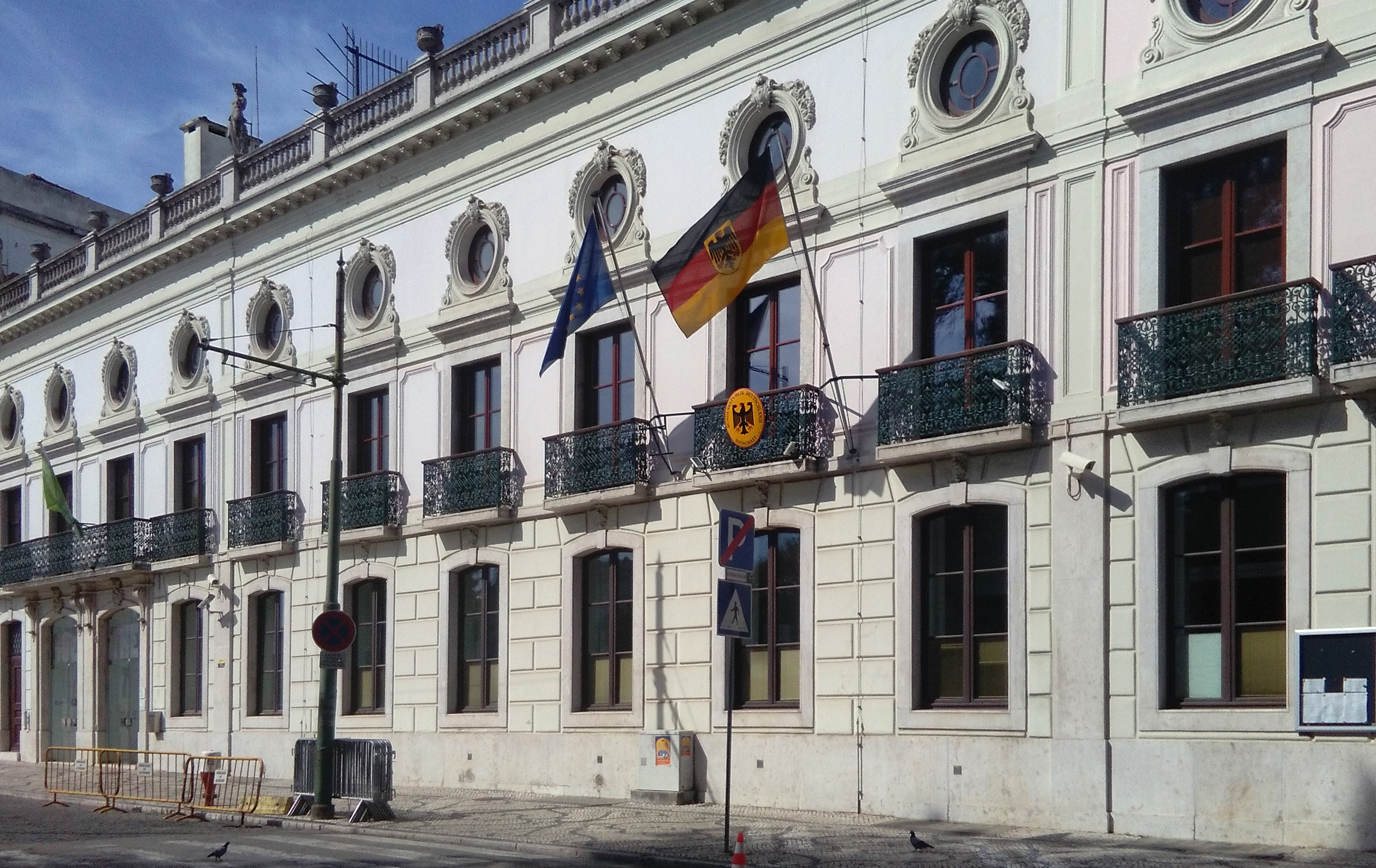
Ambassade à Lisbonne.
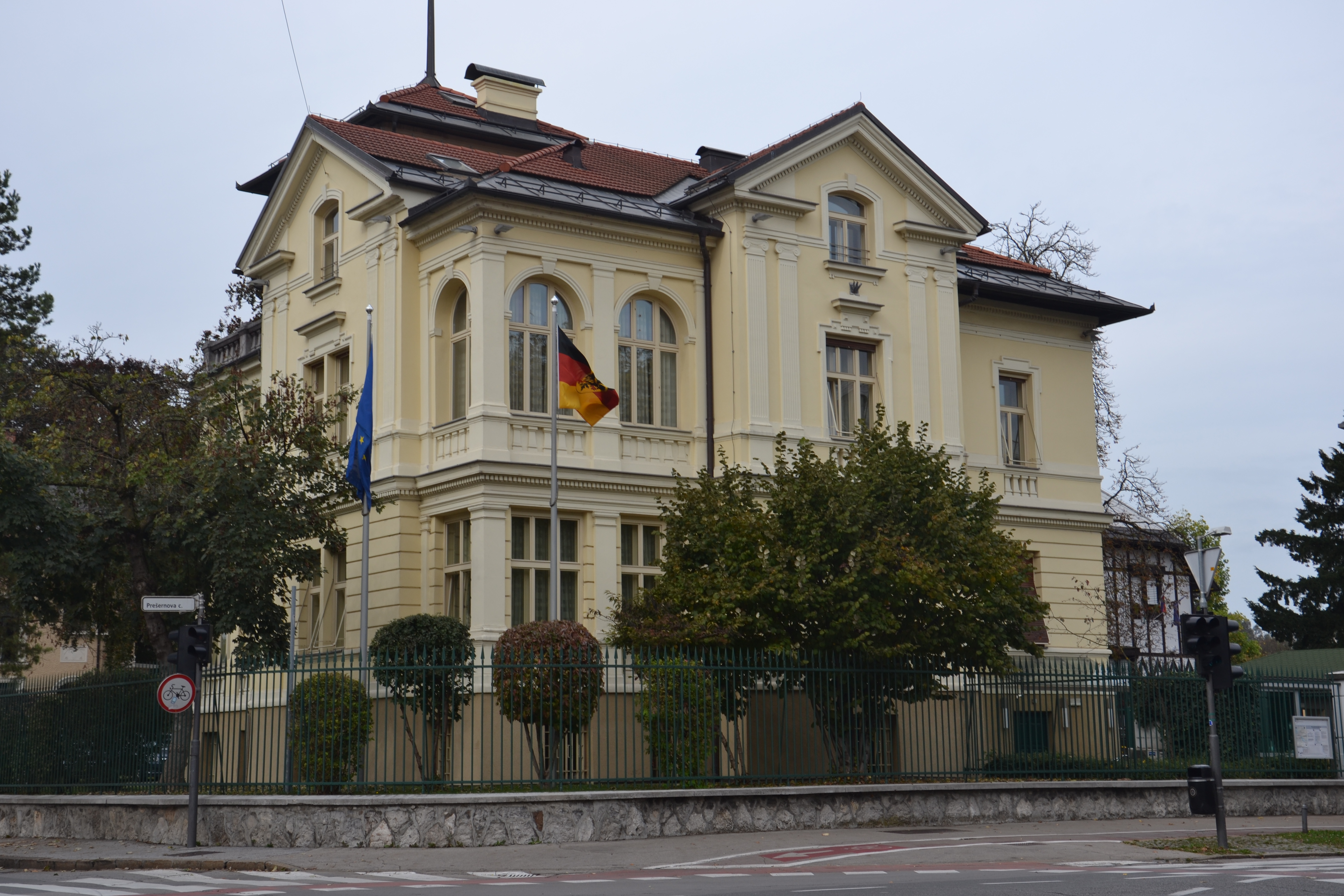
Ambassade à Ljubljana.
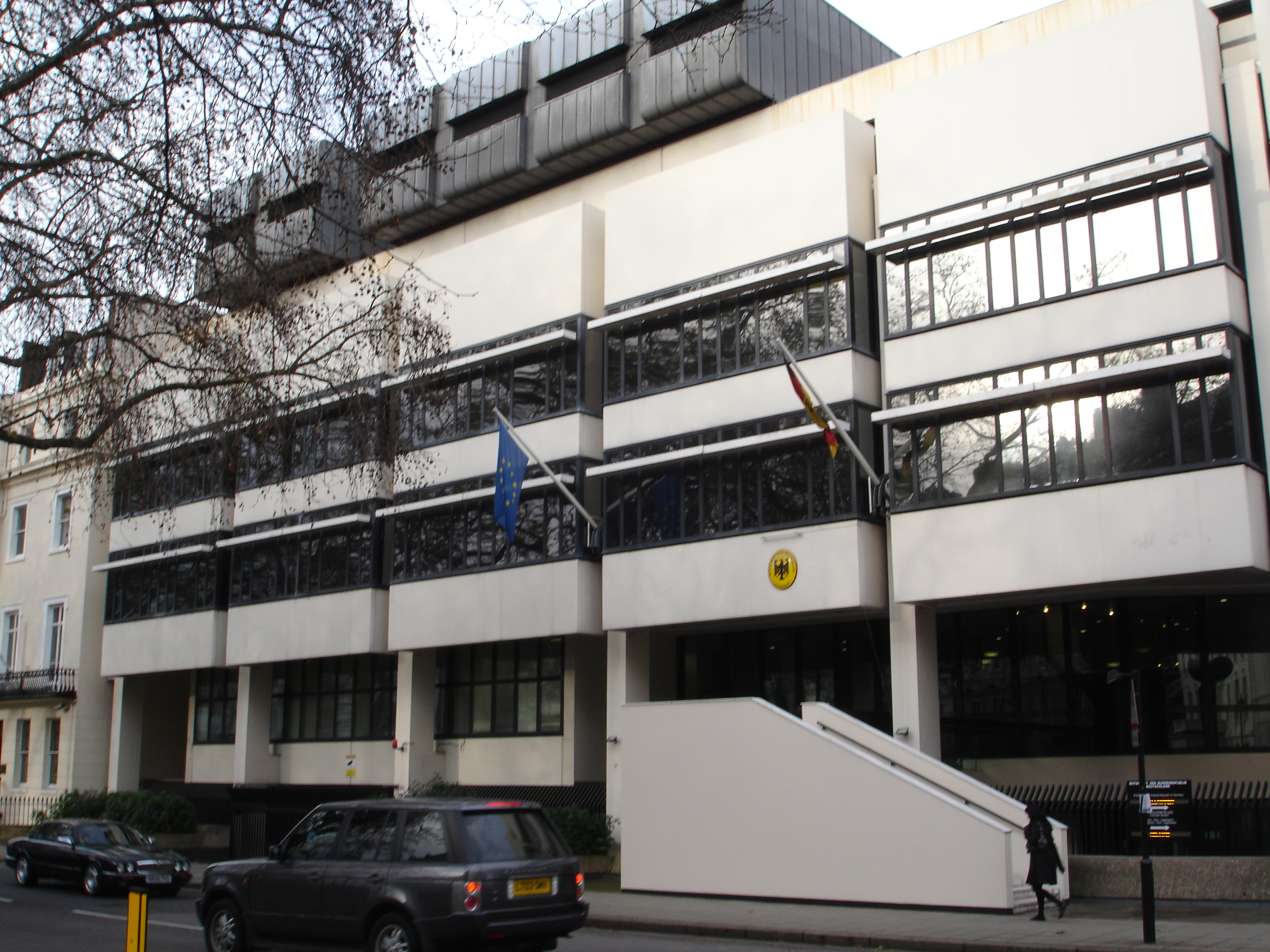
Ambassade à Londres.
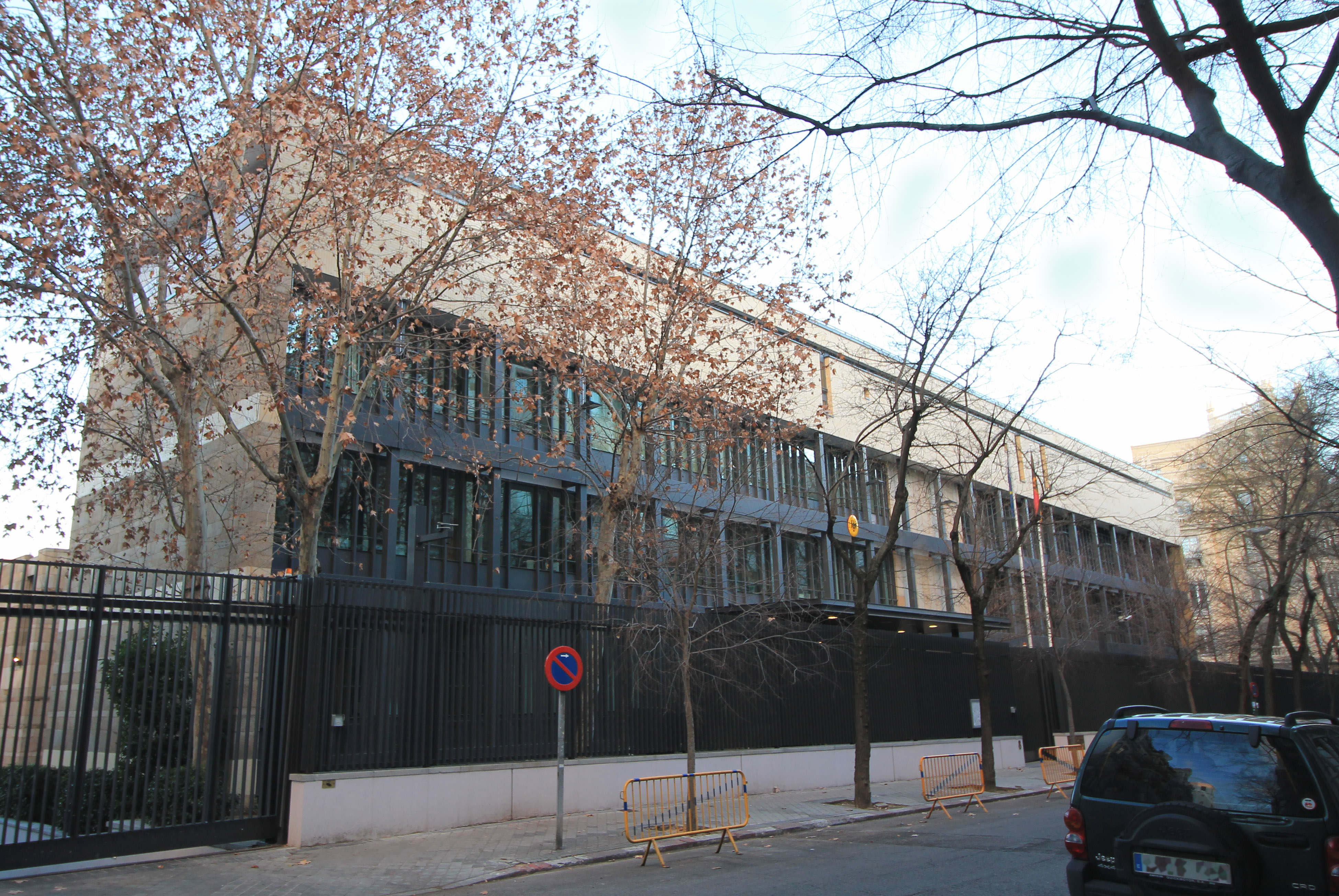
Ambassade à Madrid.
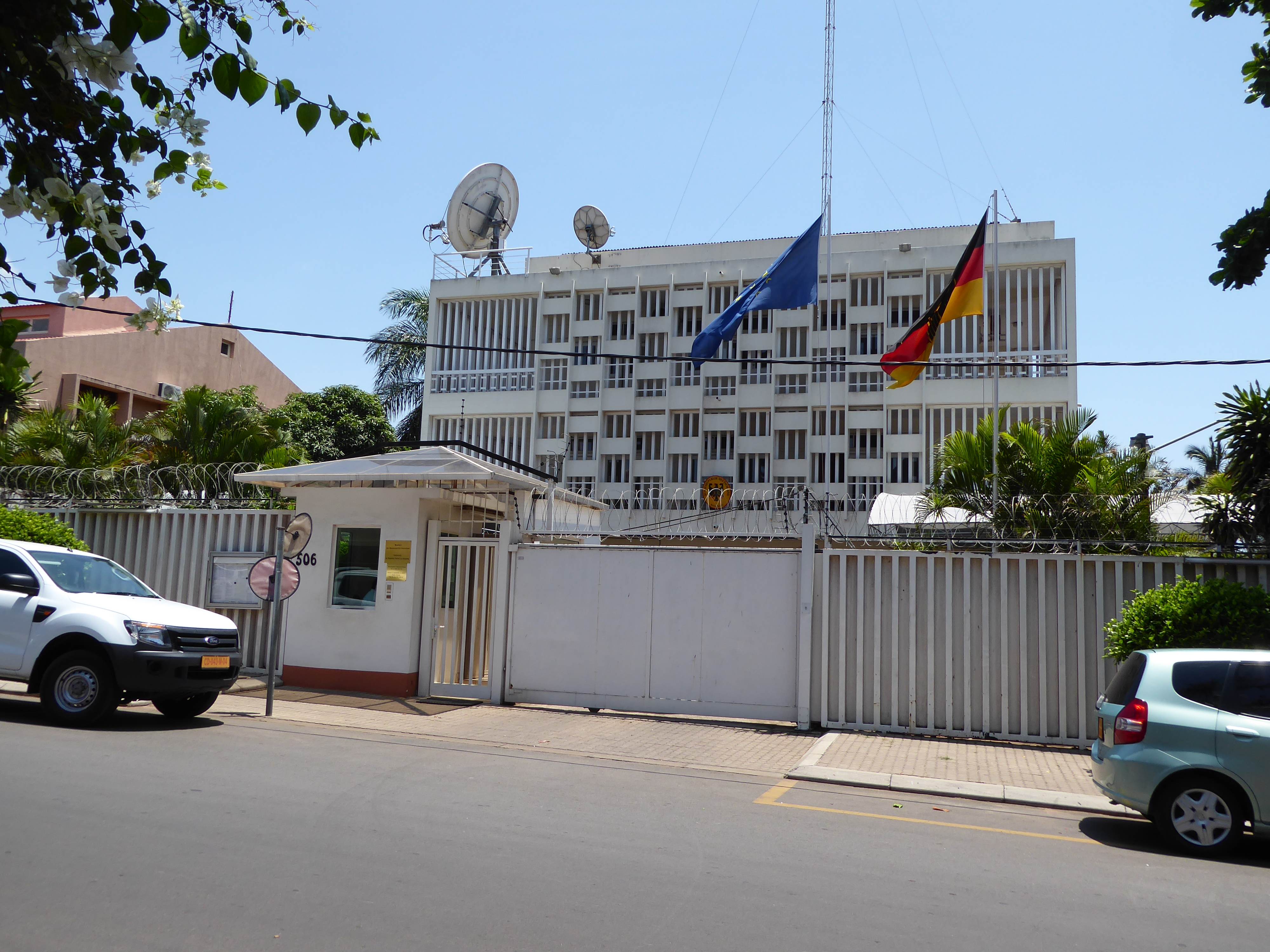
Ambassade à Maputo.
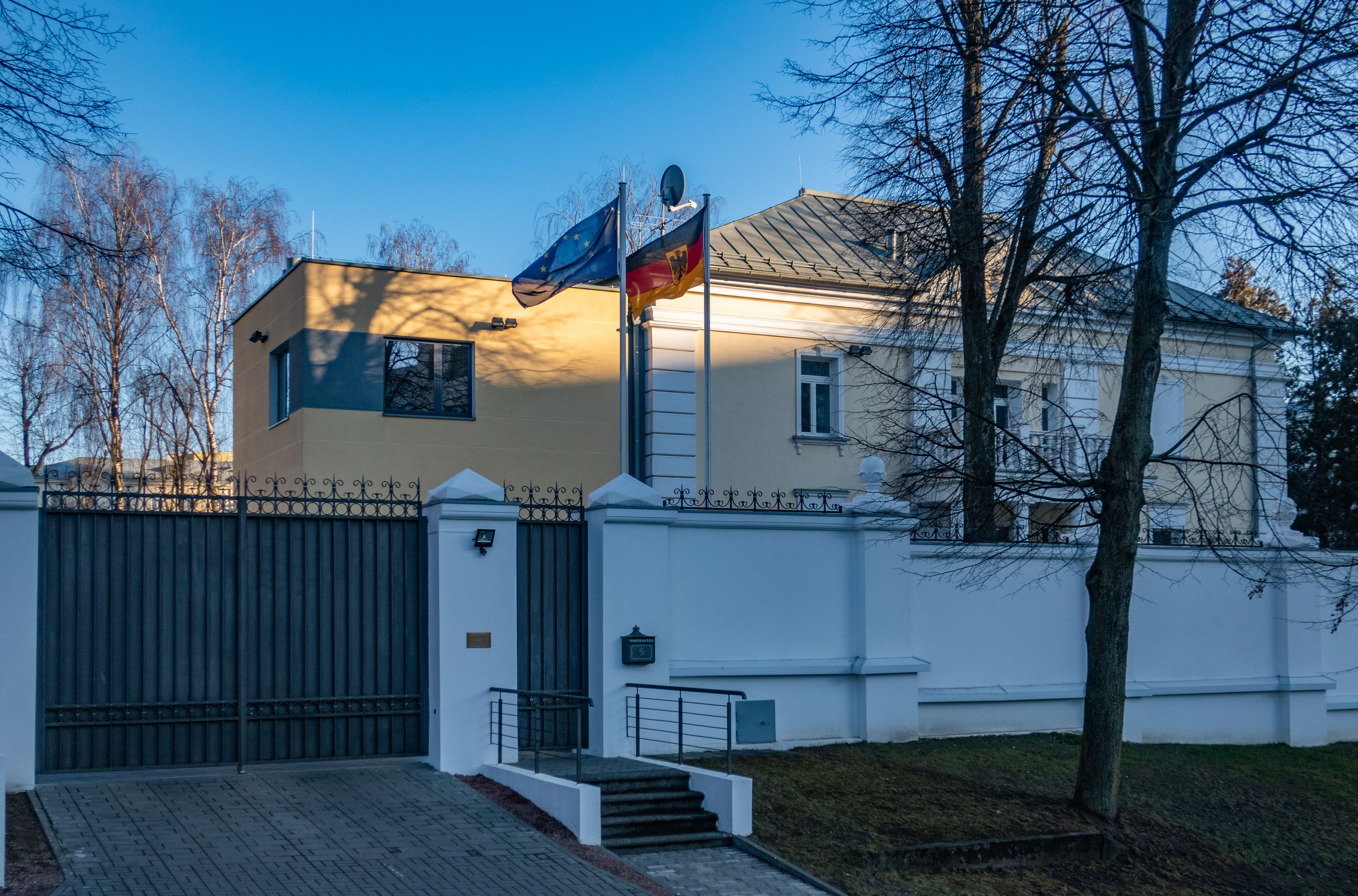
Ambassade à Minsk.
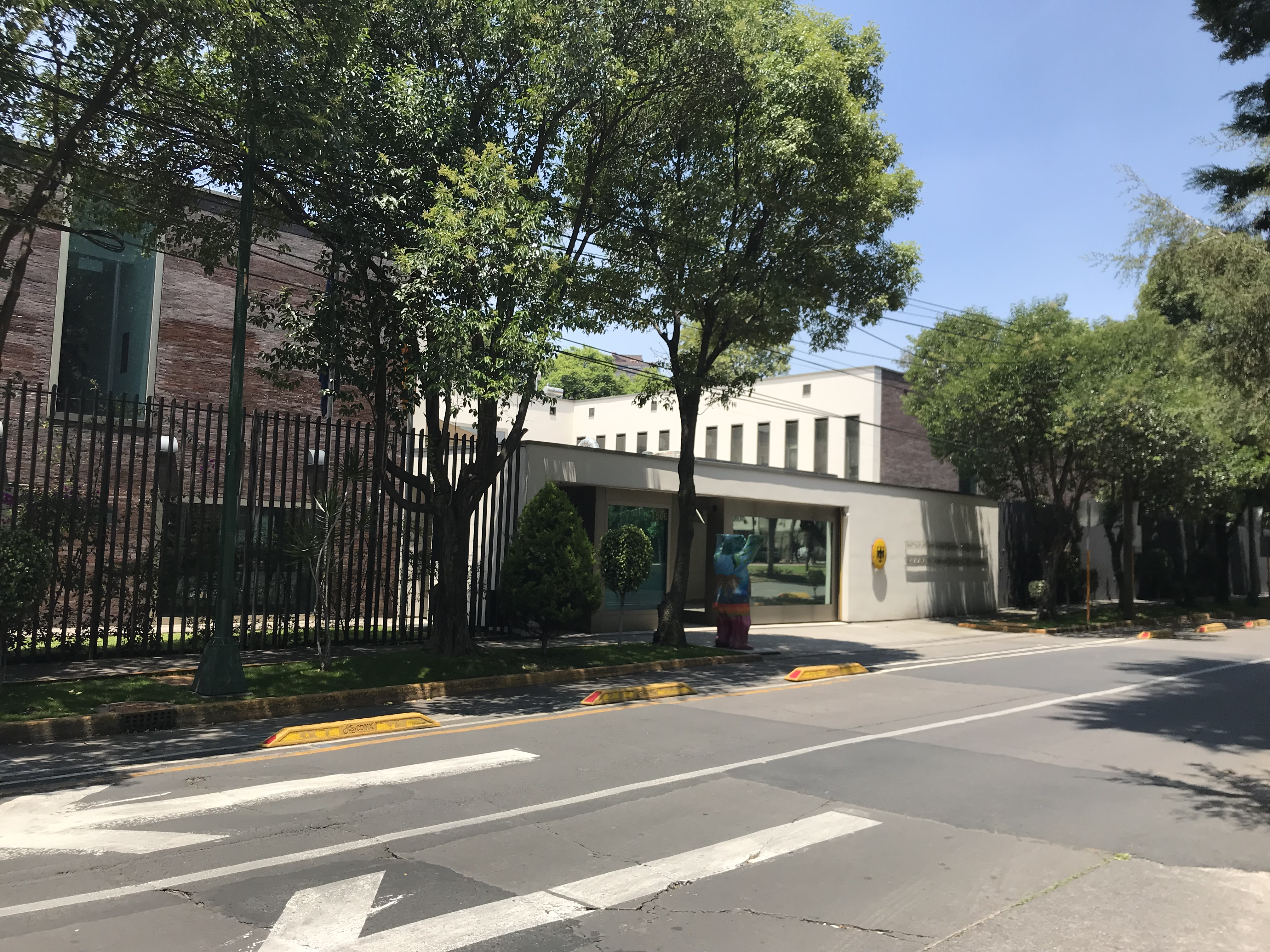
Ambassade à Mexico.
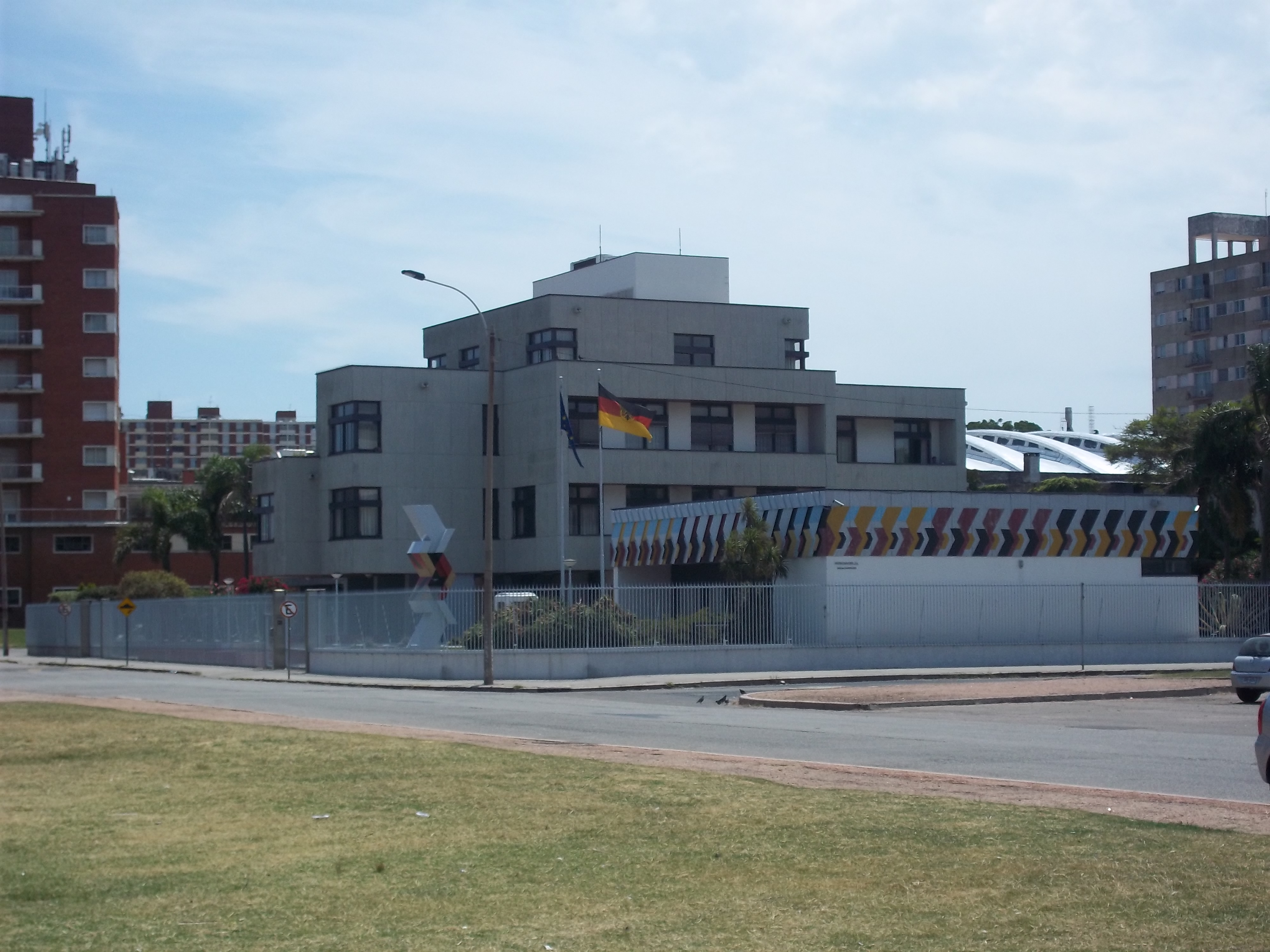
Ambassade à Montevideo.
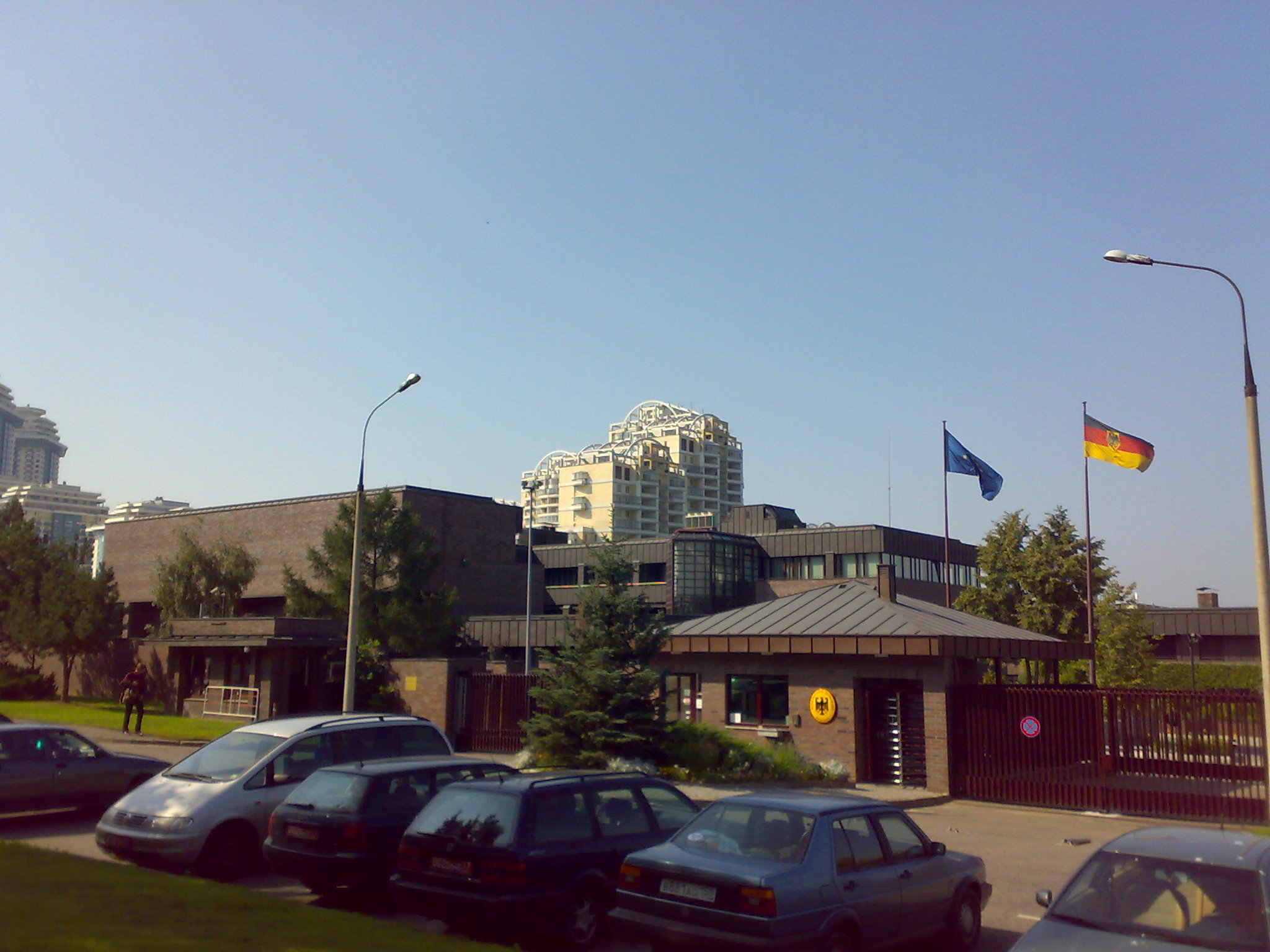
Ambassade à Moscou.
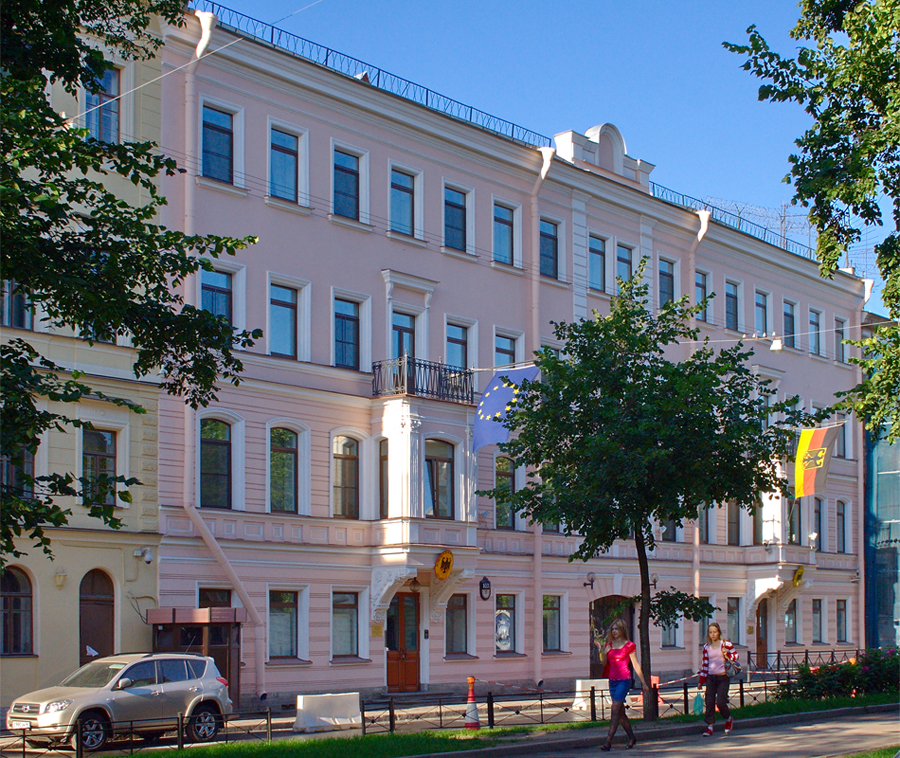
Consulat général à Saint-Pétersbourg.
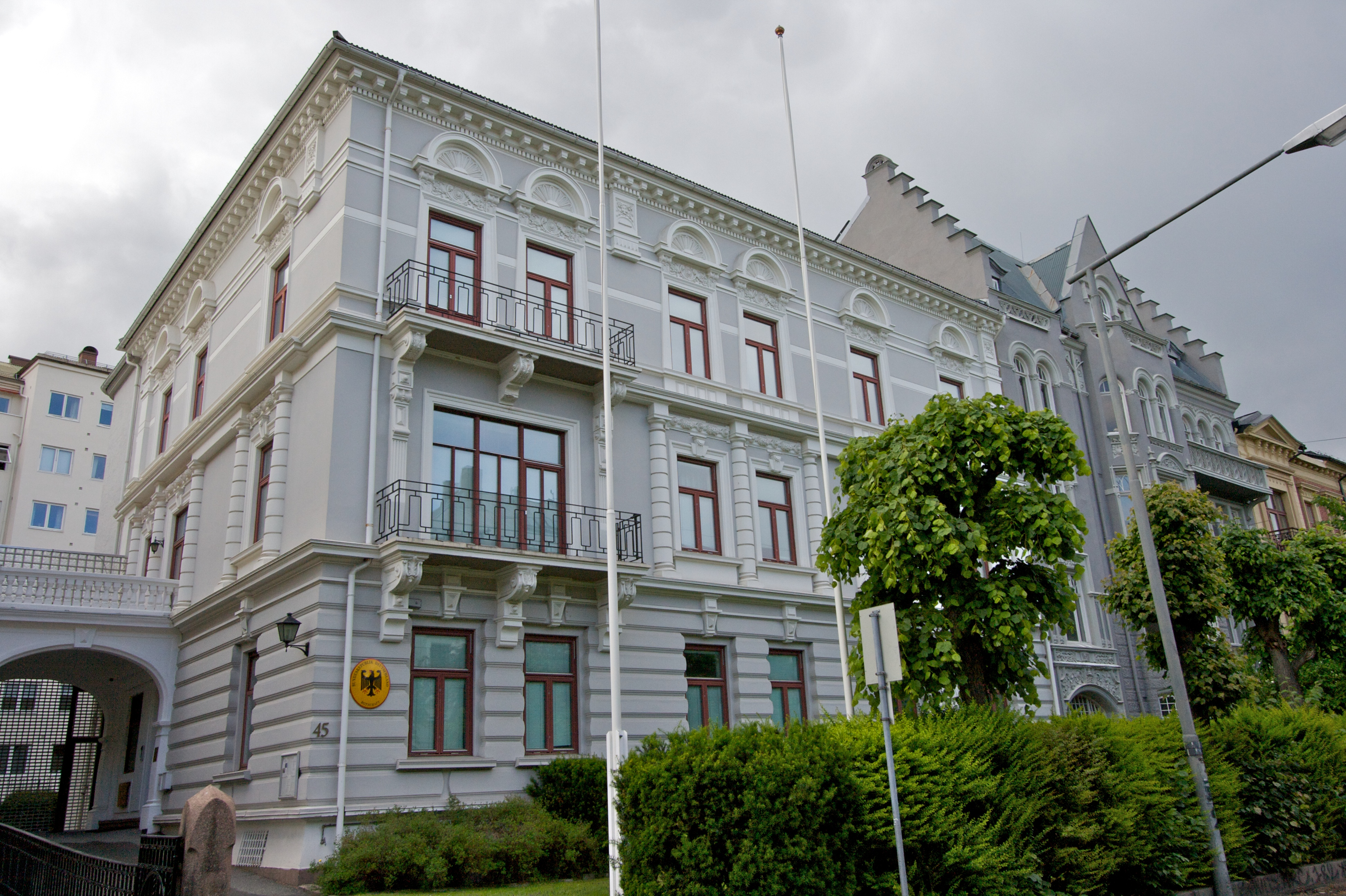
Ambassade à Oslo.
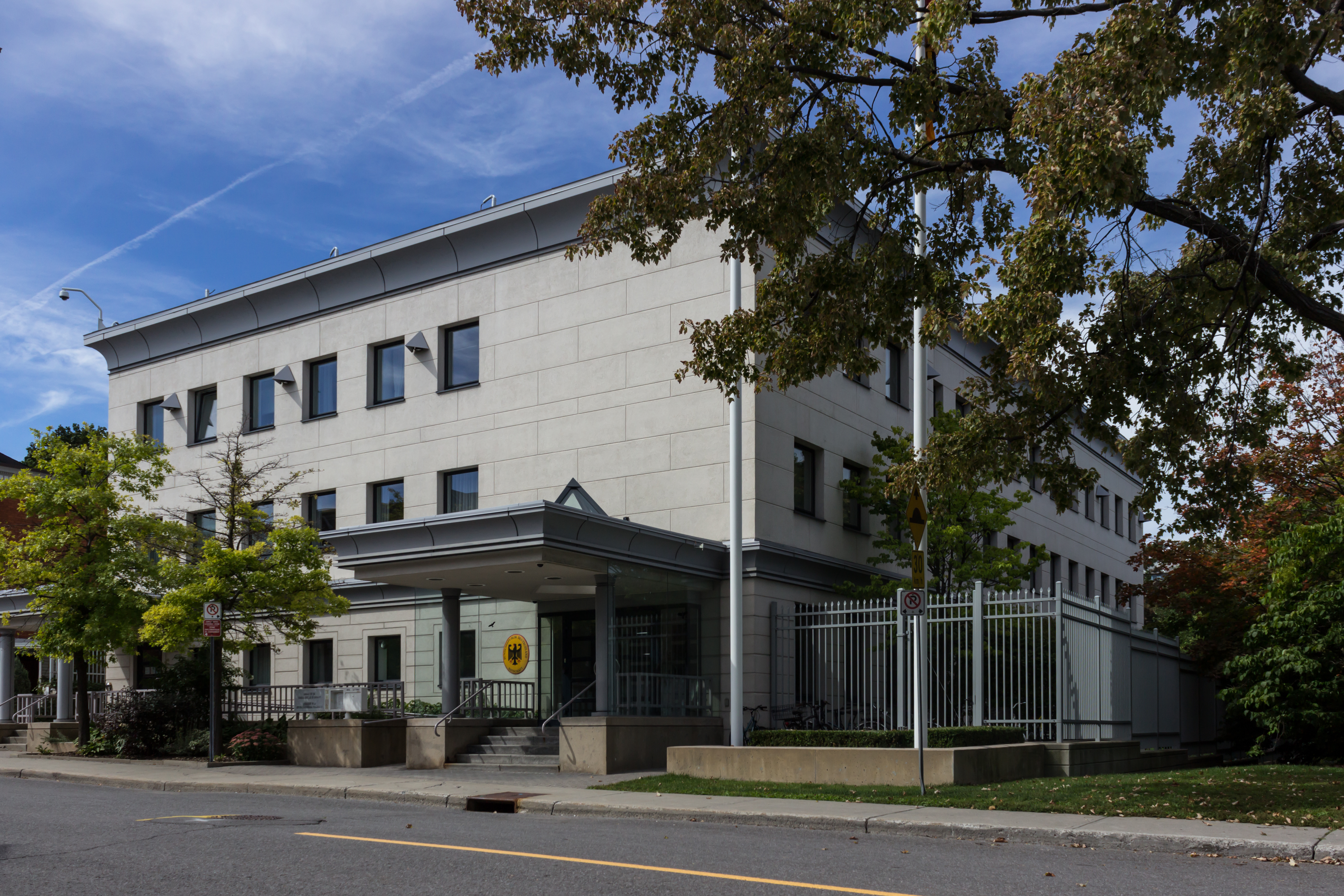
Ambassade à Ottawa.
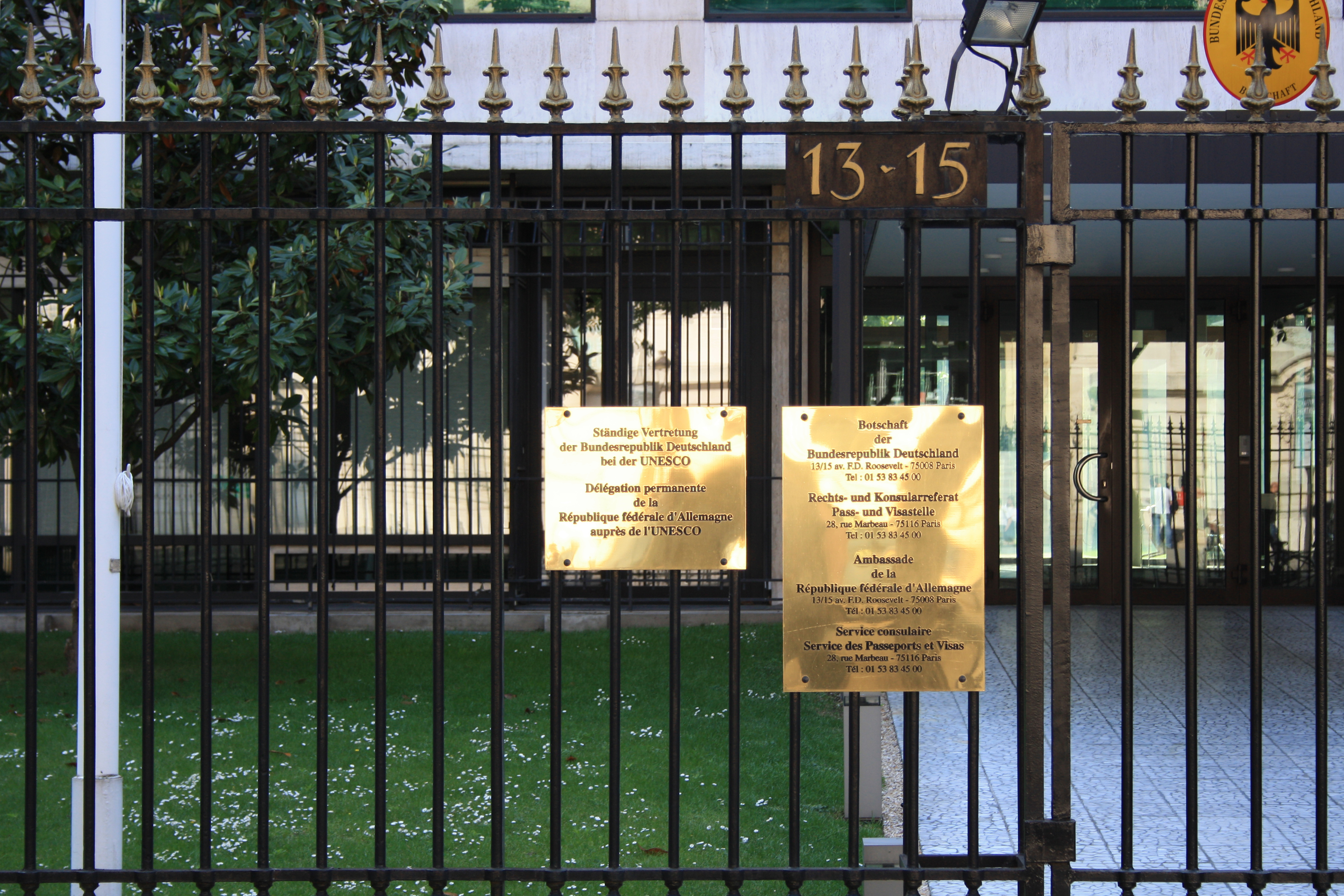
Ambassade à Paris.
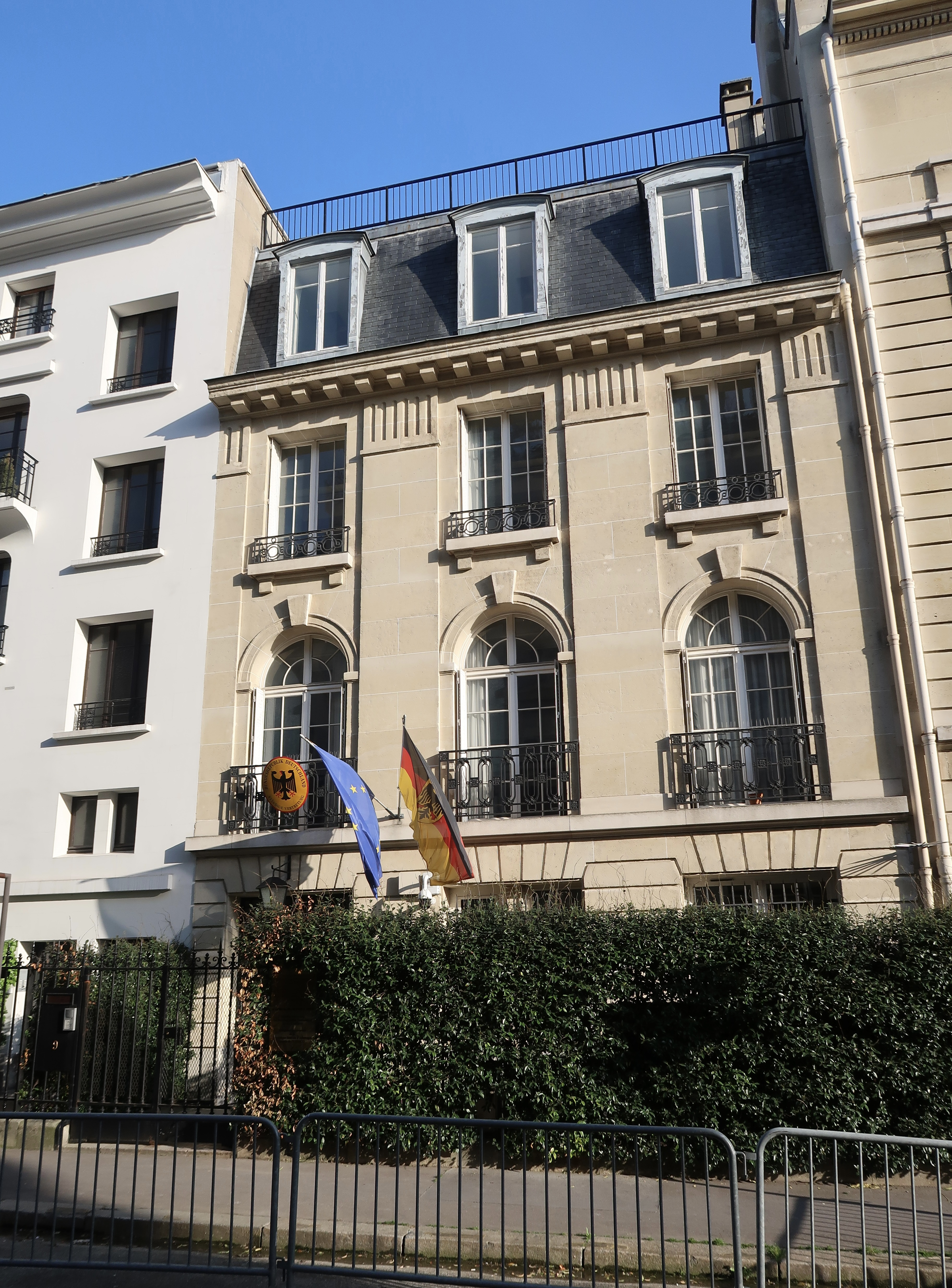
Mission permanente auprès l'OCDE et UNESCO à Paris.
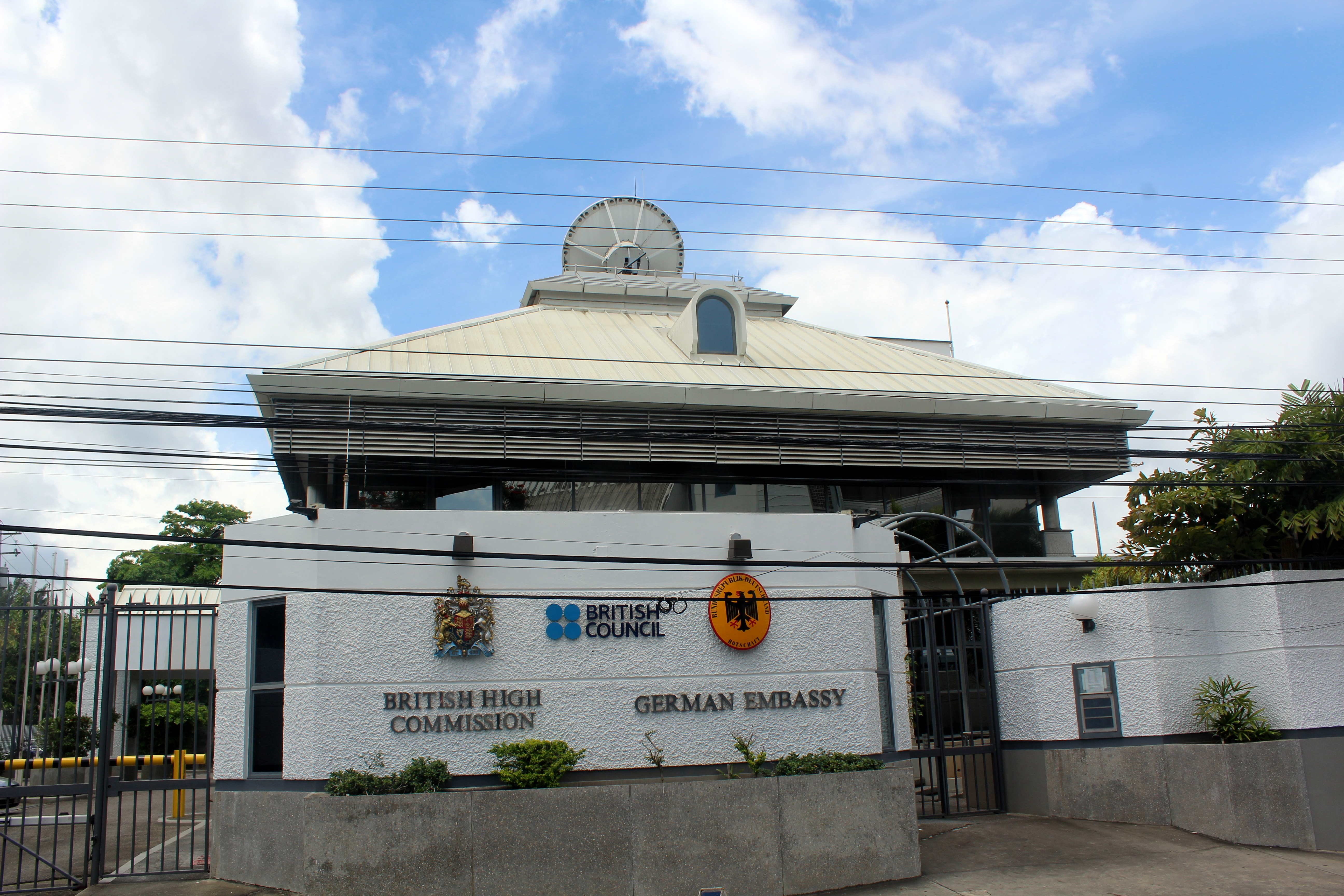
Ambassade à Port d'Espagne.
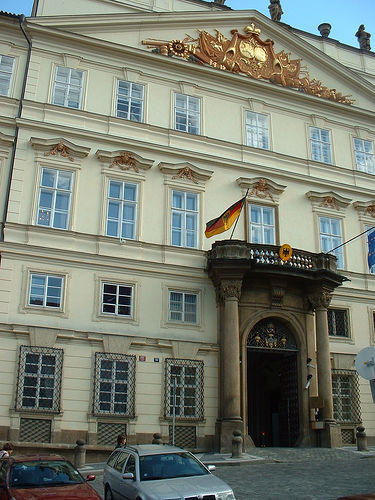
Ambassade à Prague.
Ambassade à Pyongyang.
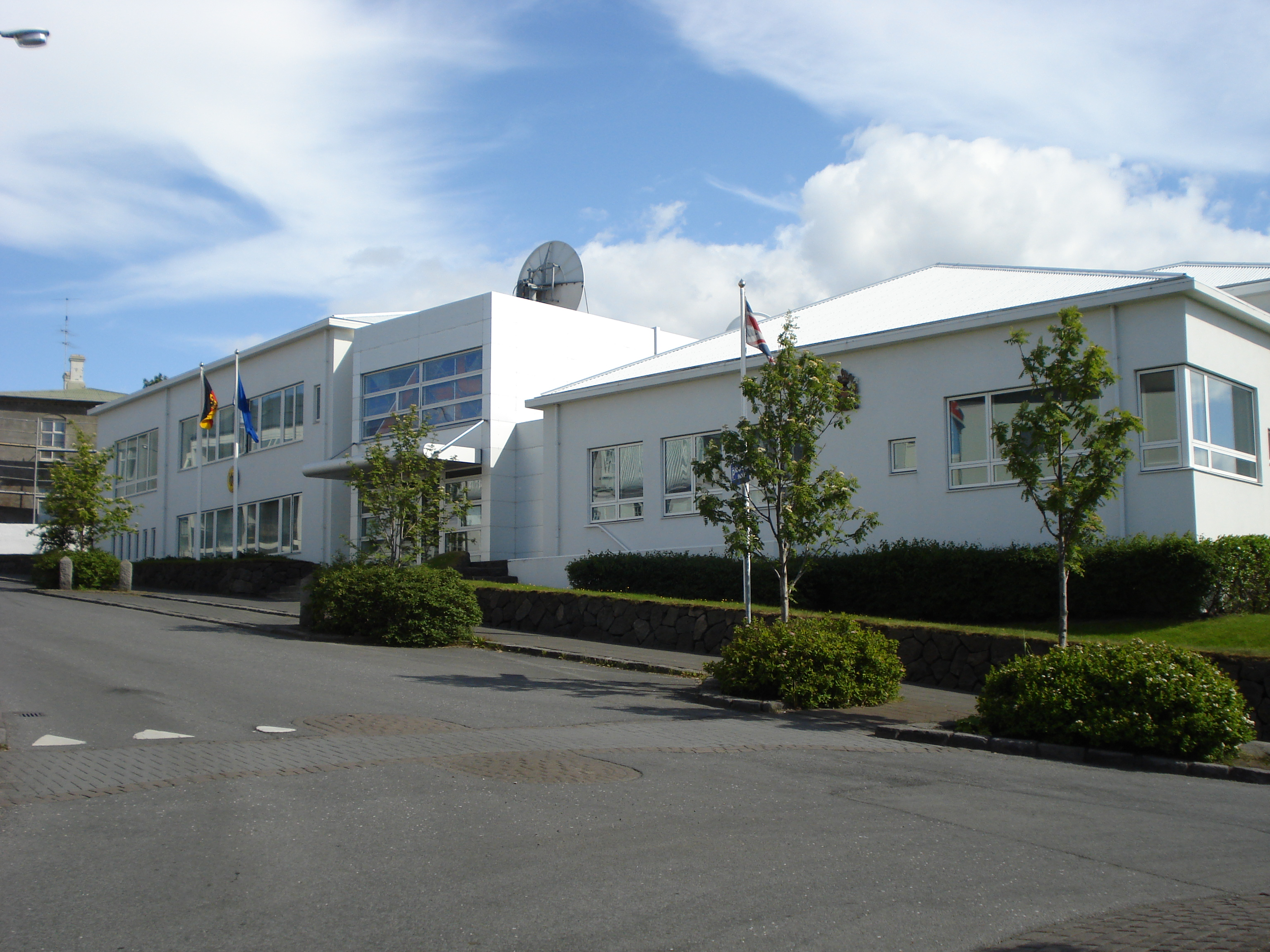
Ambassade à Reykjavik.
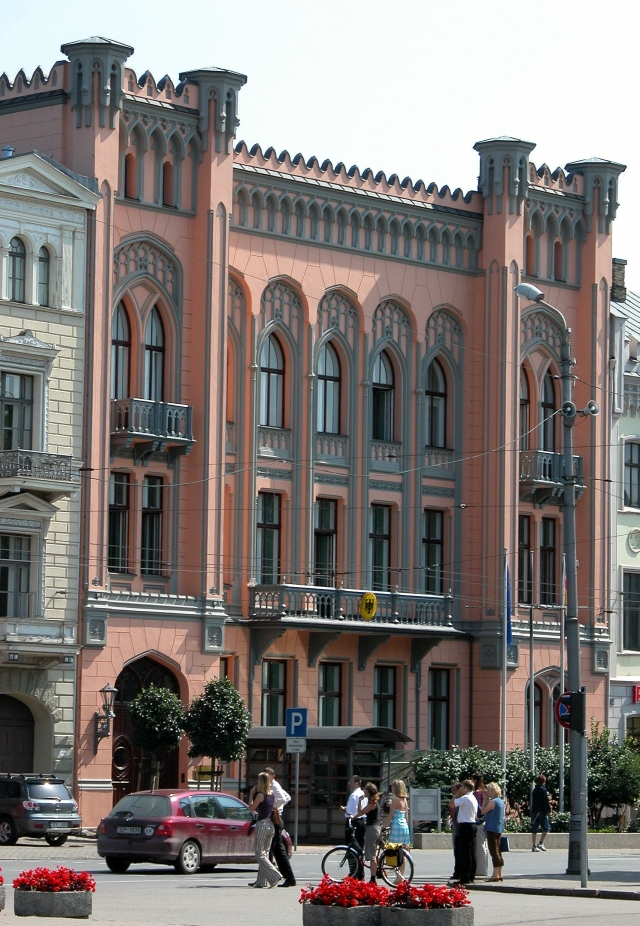
Ambassade à Riga.
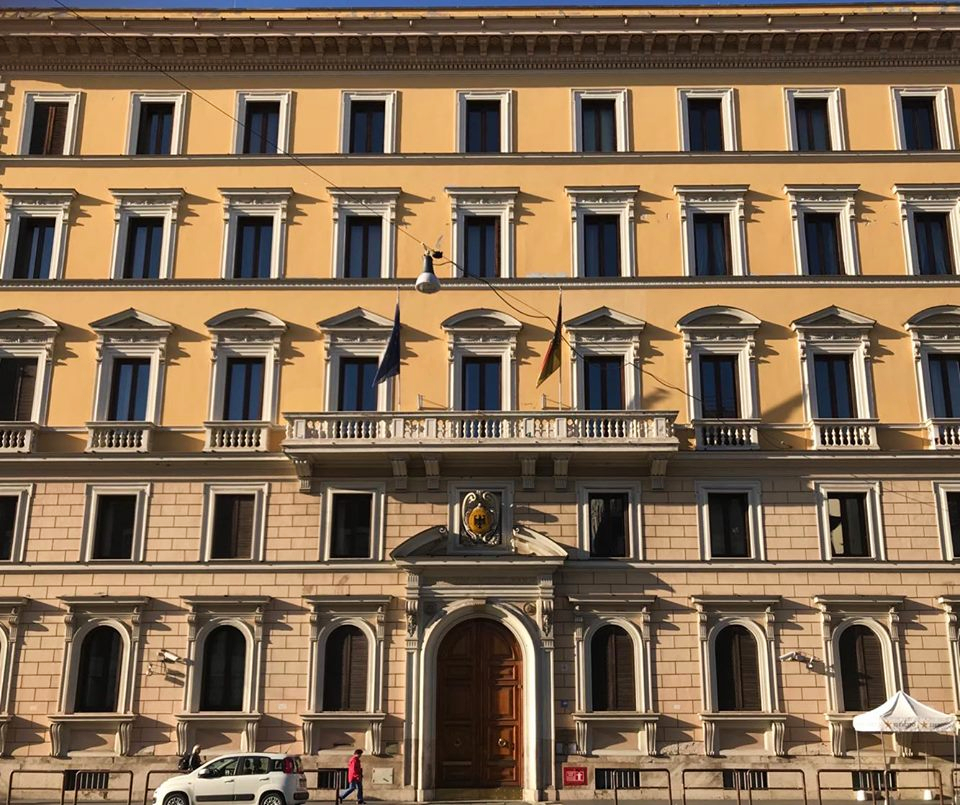
Ambassade à Rome.
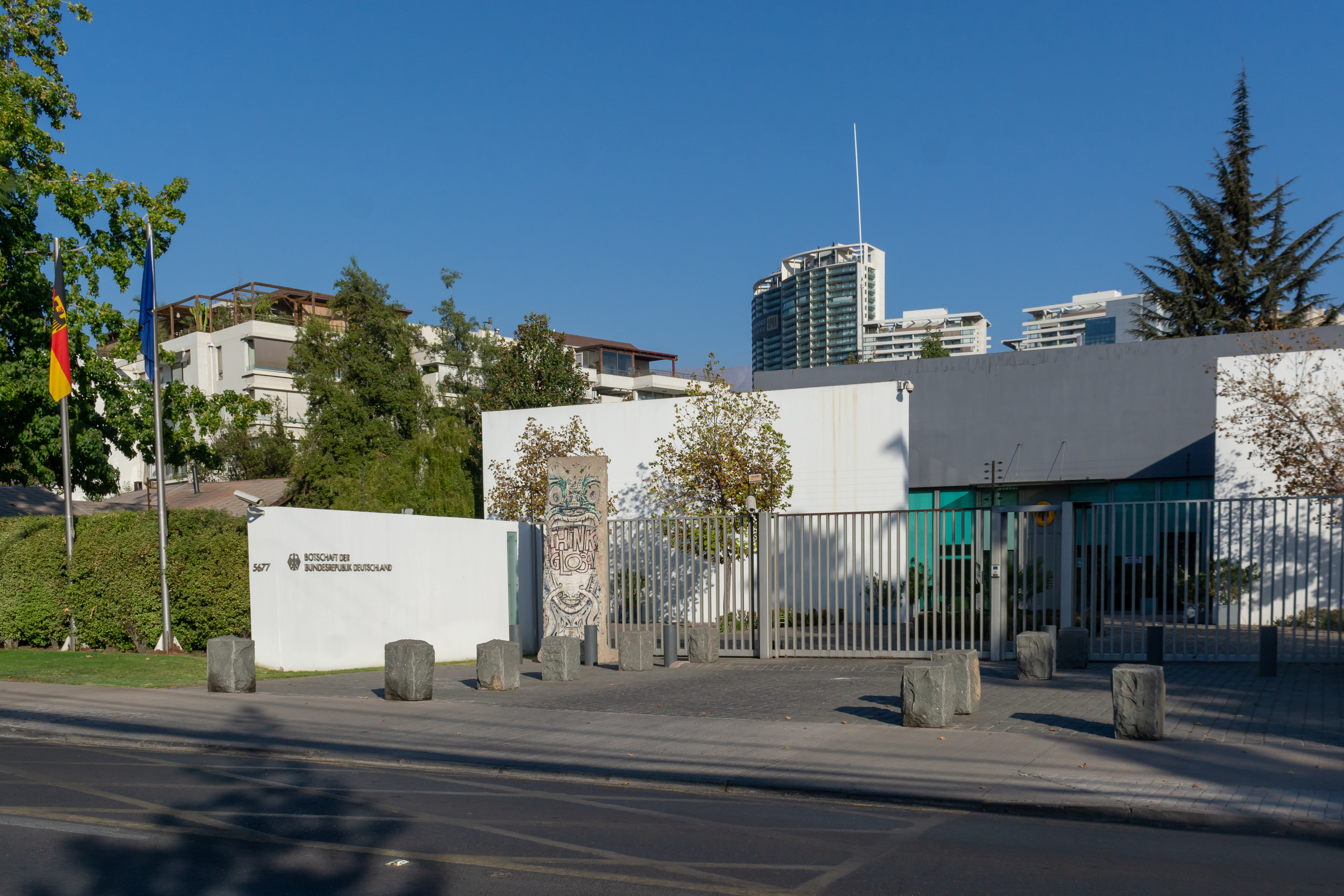
Ambassade à Santiago.
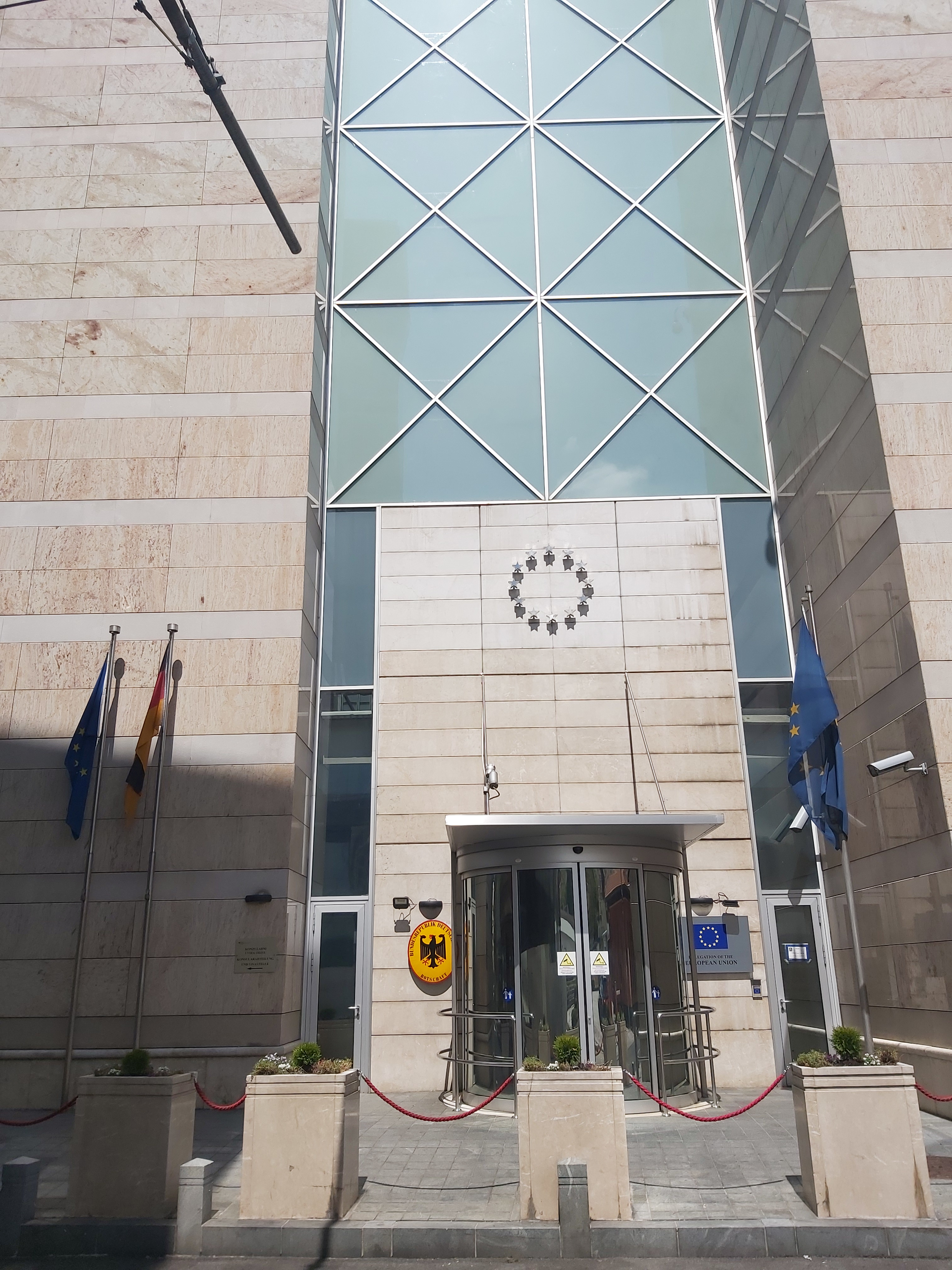
Ambassade à Sarajevo.
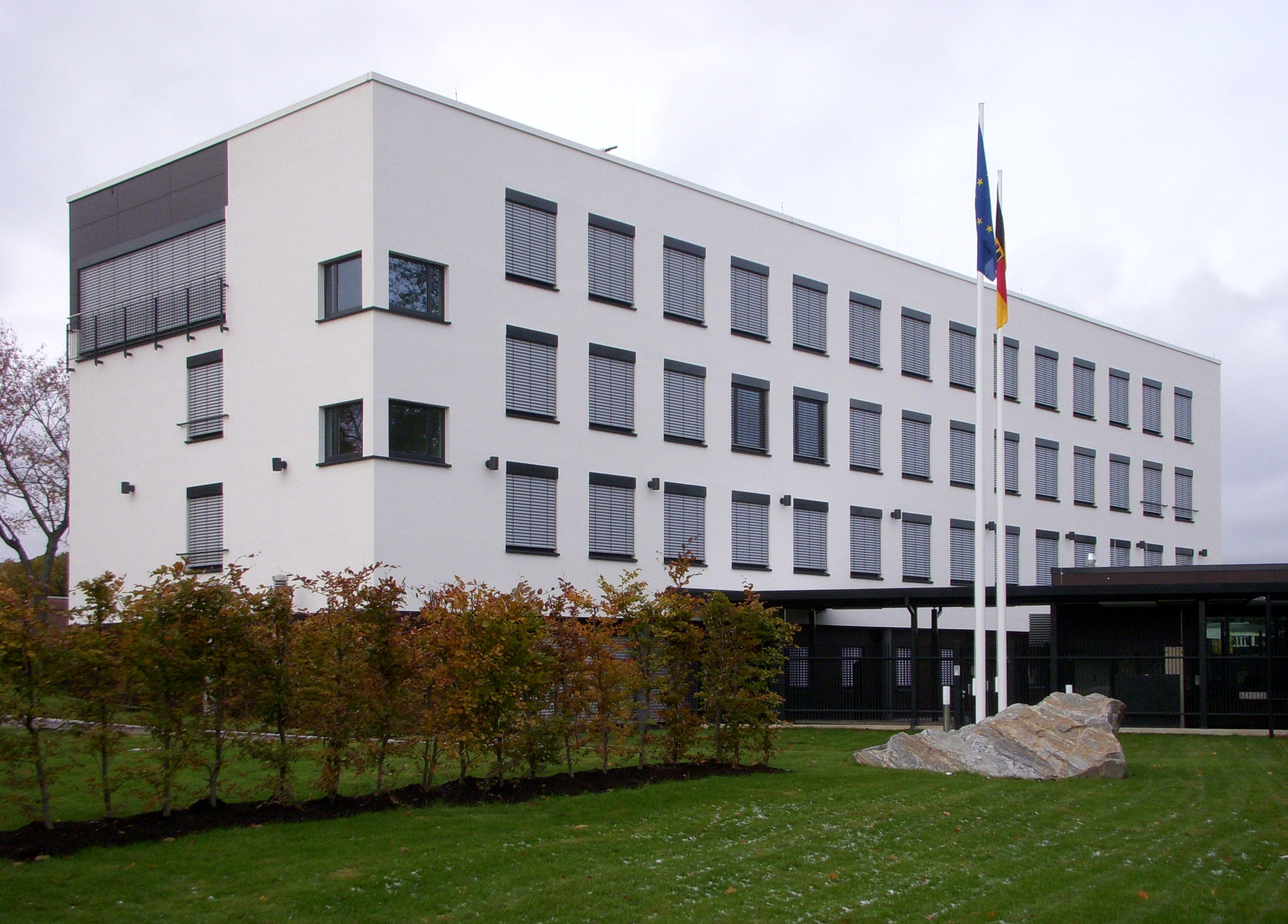
Ambassade à Stockholm.
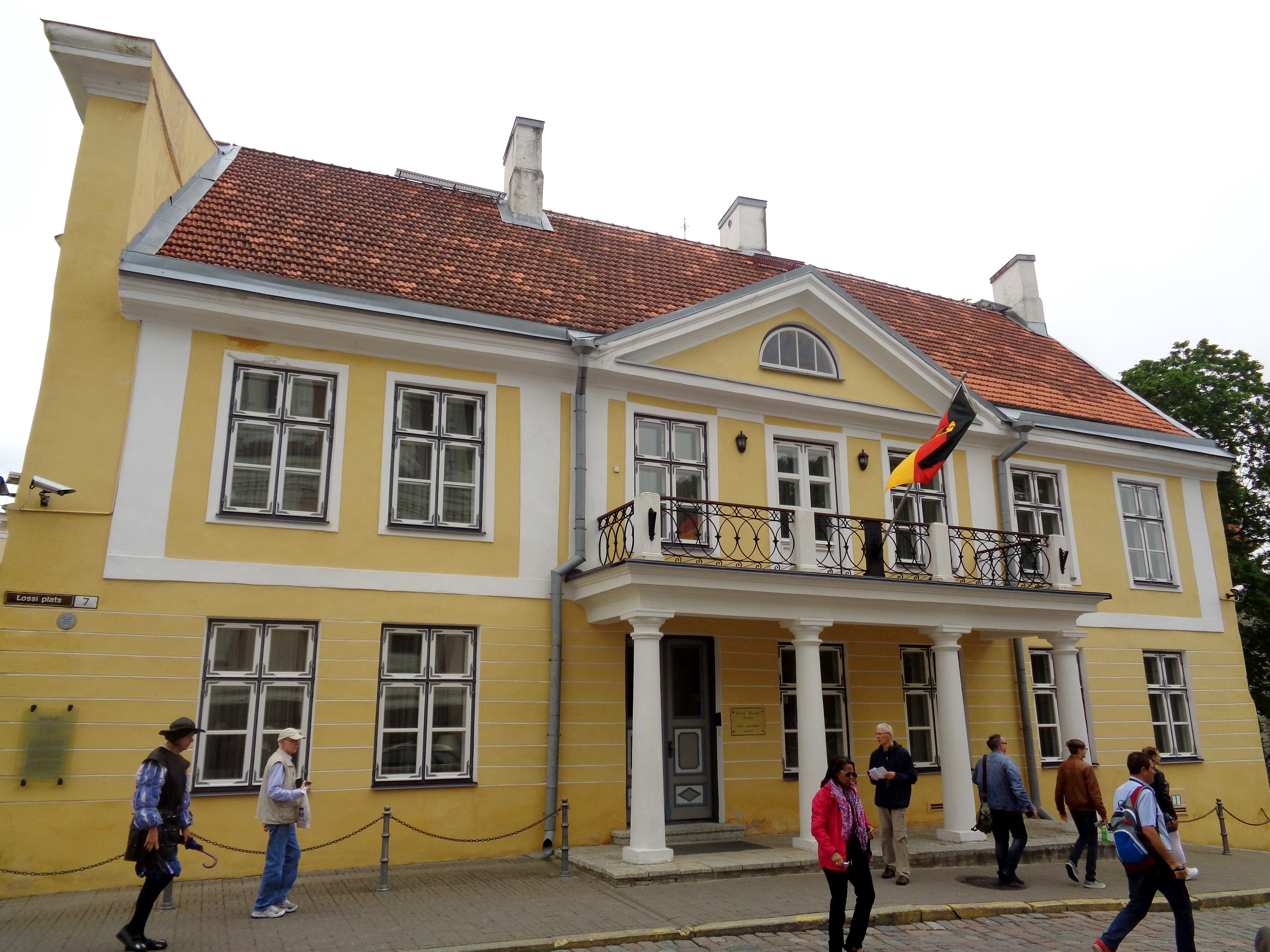
Ambassade à Tallinn.
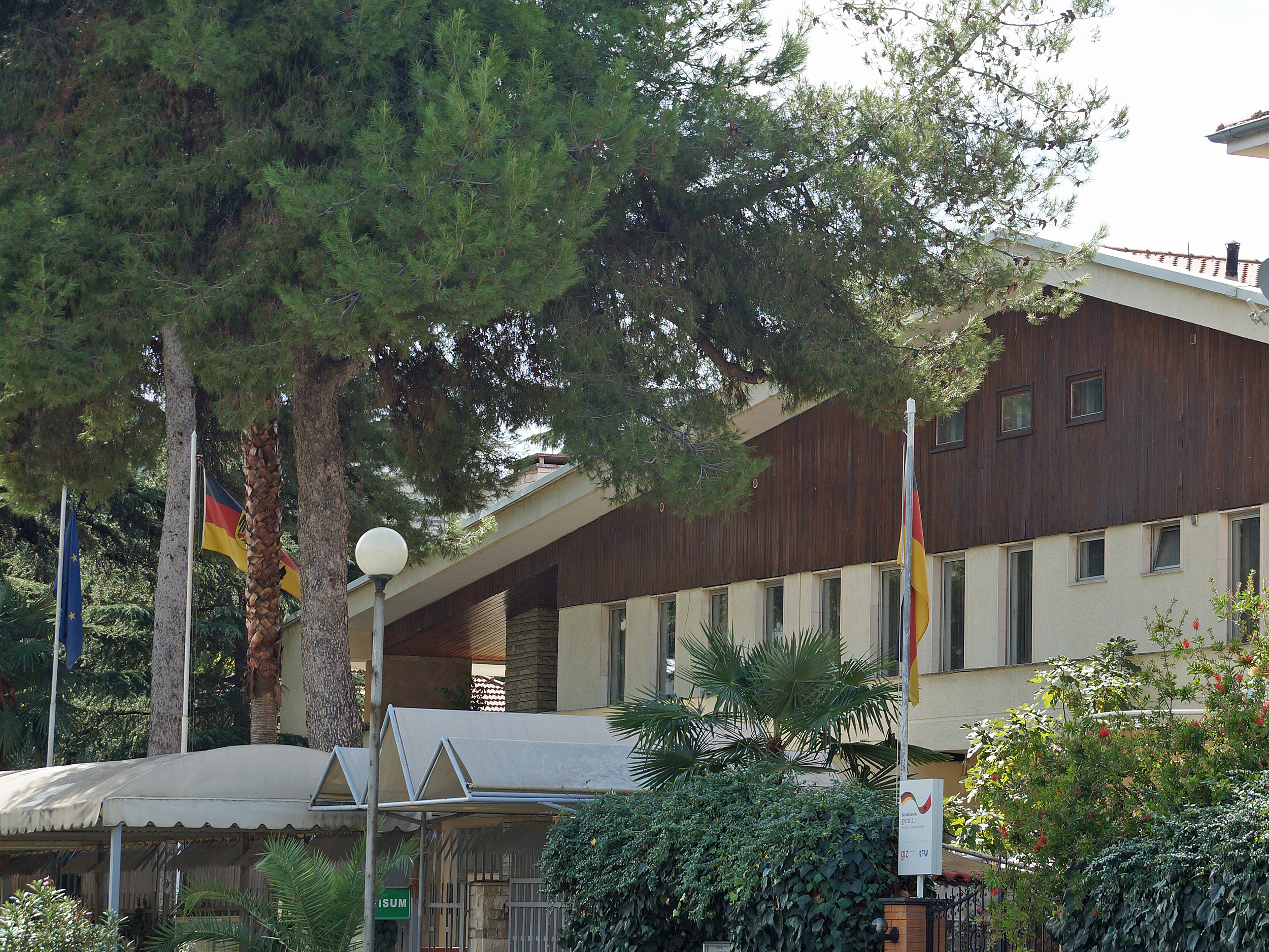
Ambassade à Tirana.
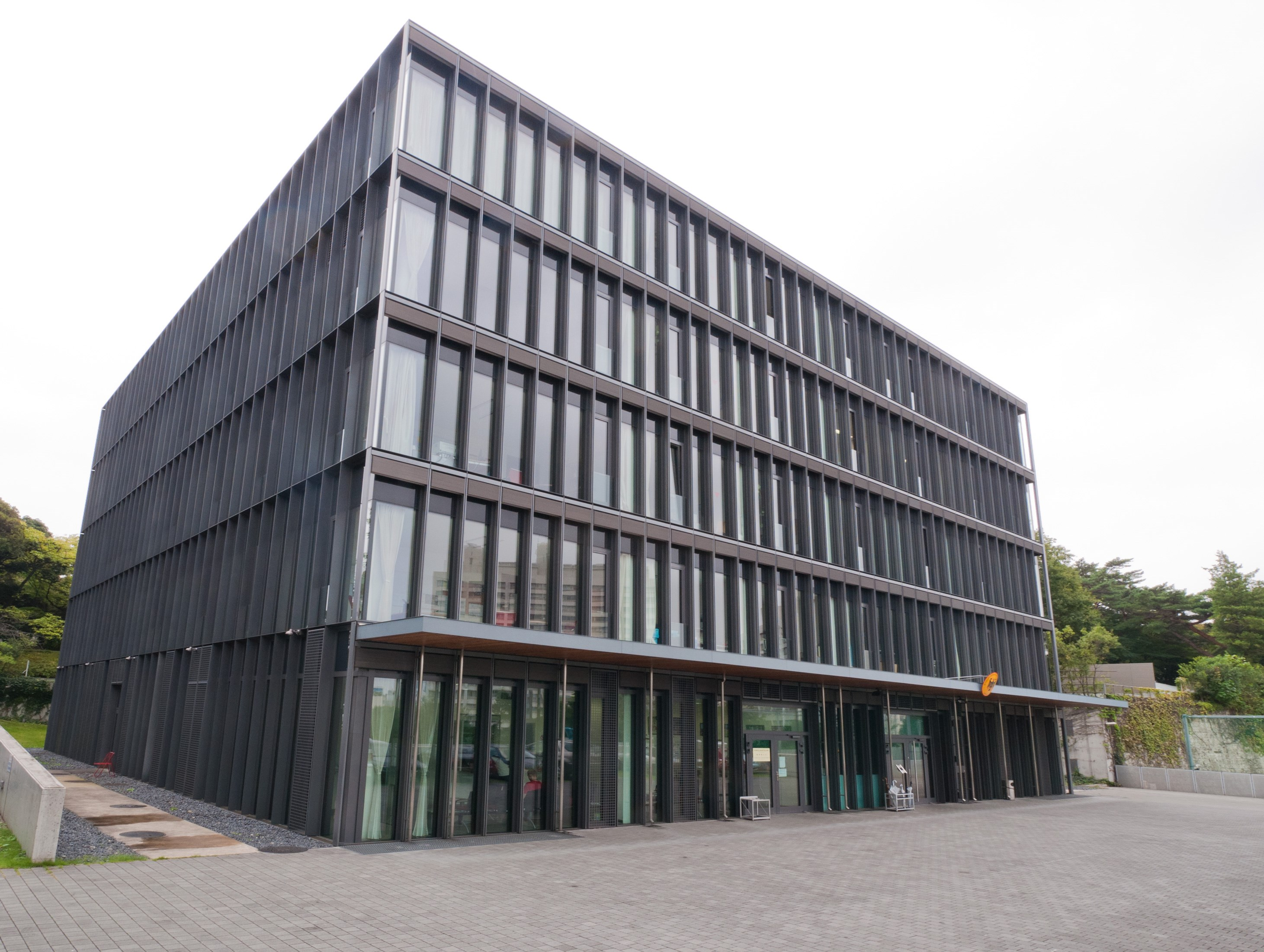
mbassade à Tokyo.
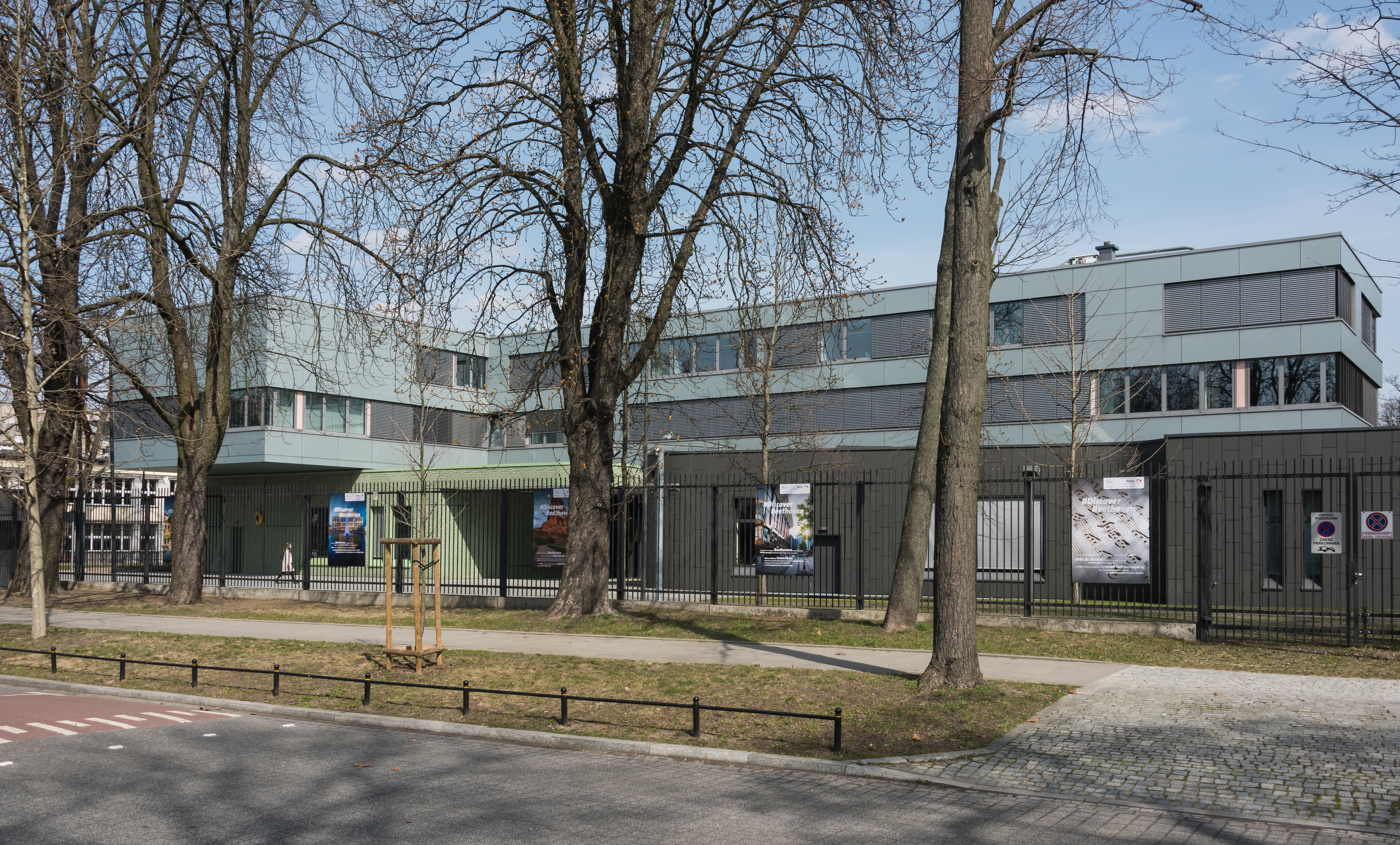
Ambassade à Varsovie.
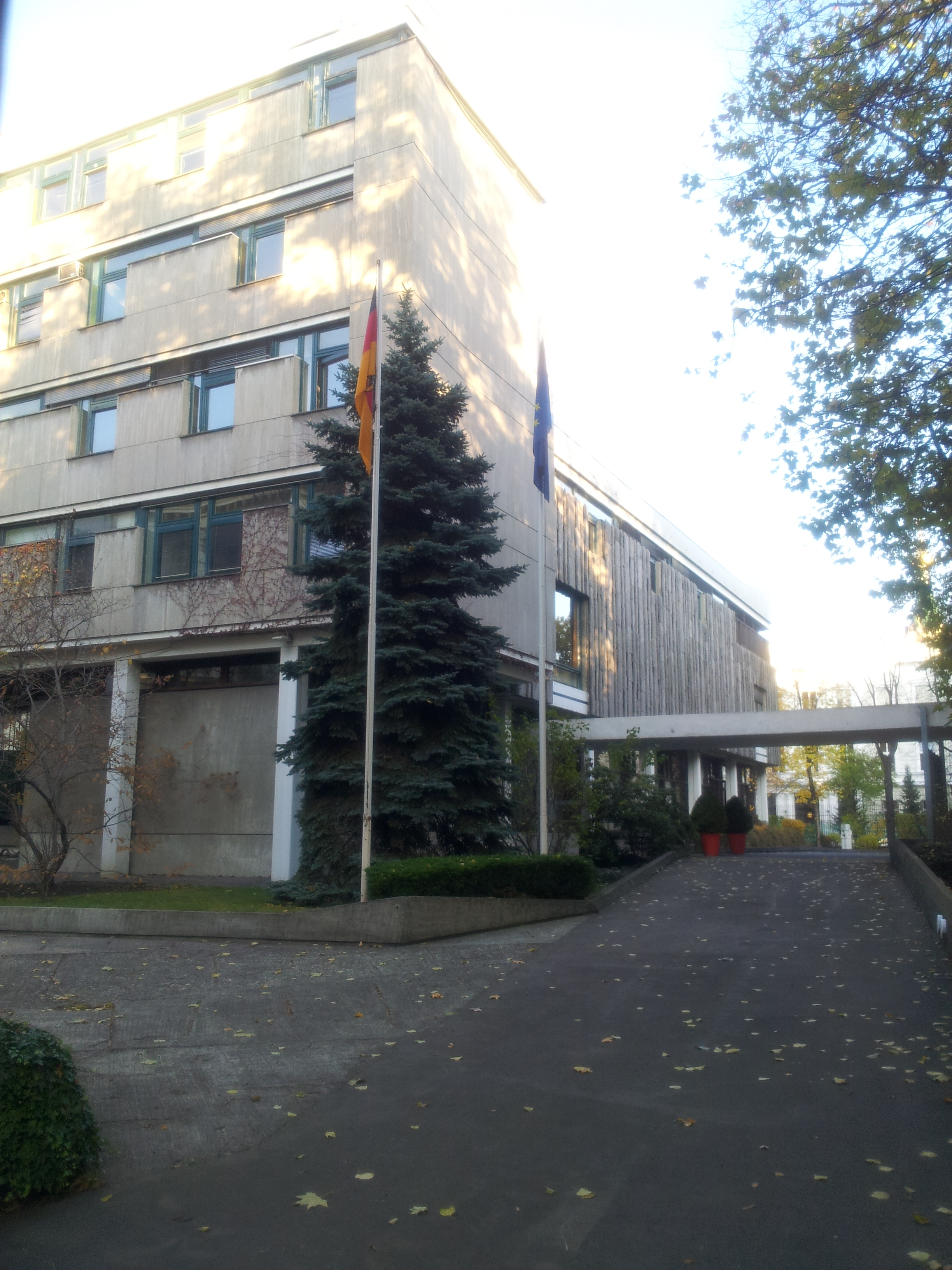
Ambassade à Vienne.
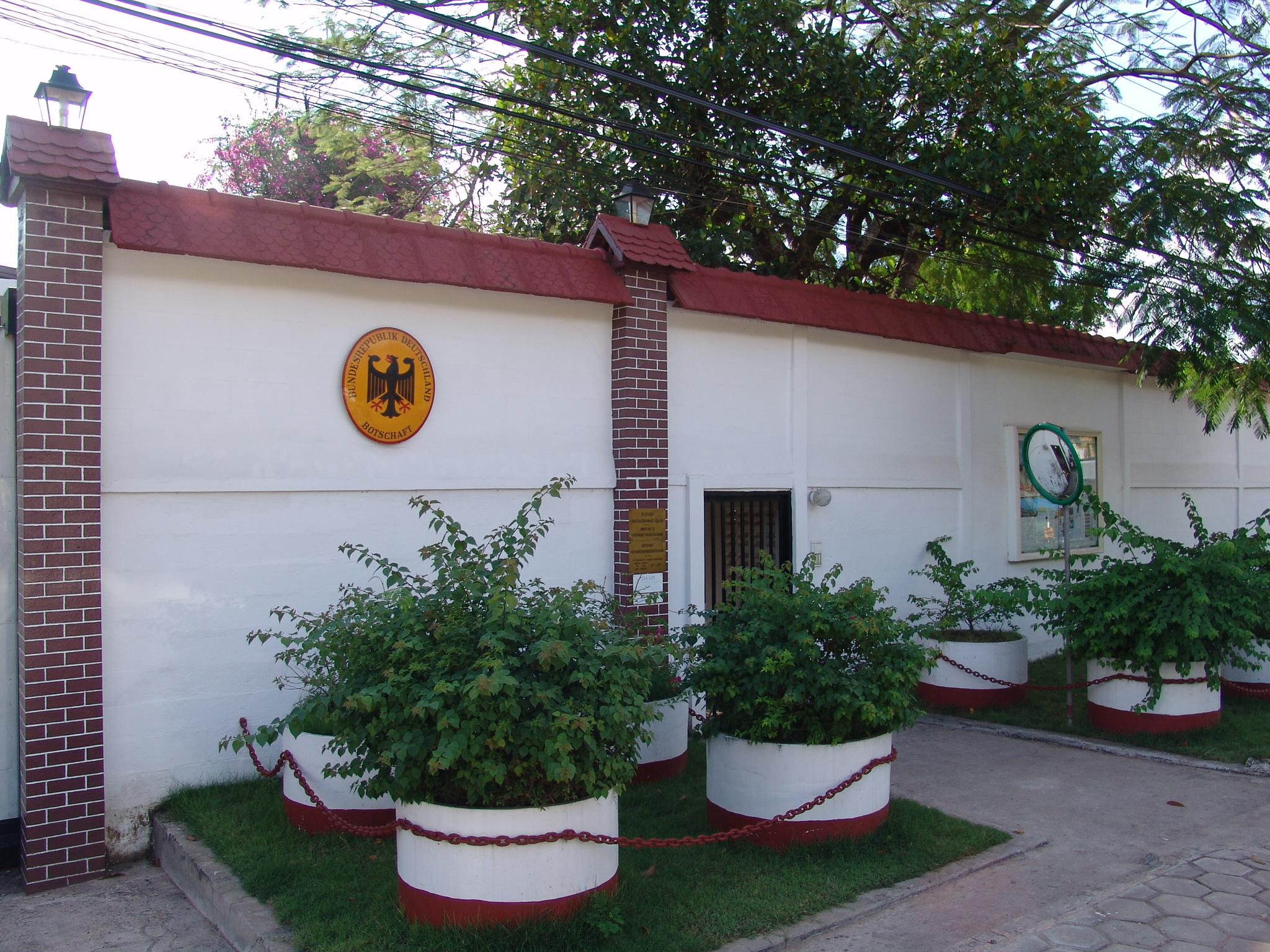
Ambassade à Vientiane.
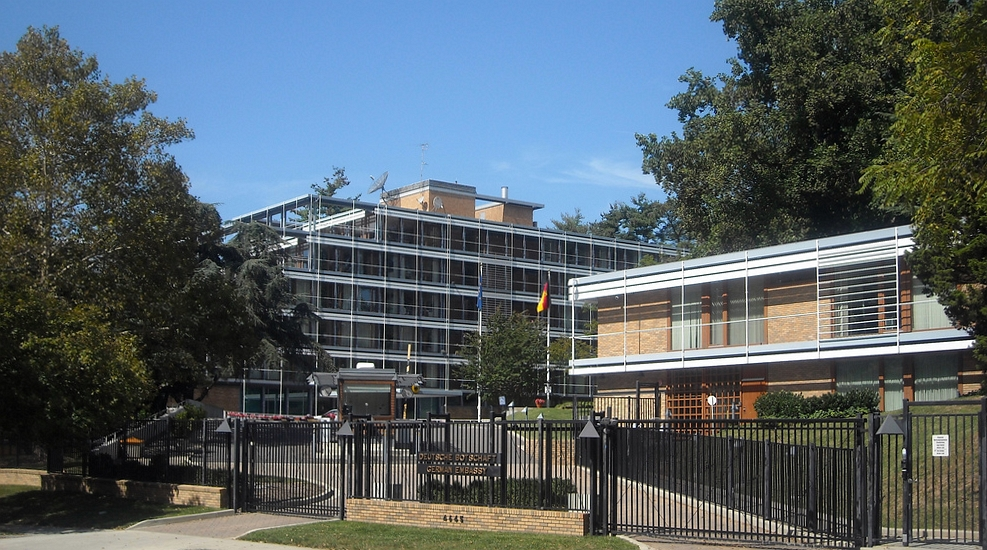
Ambassade à Washington.
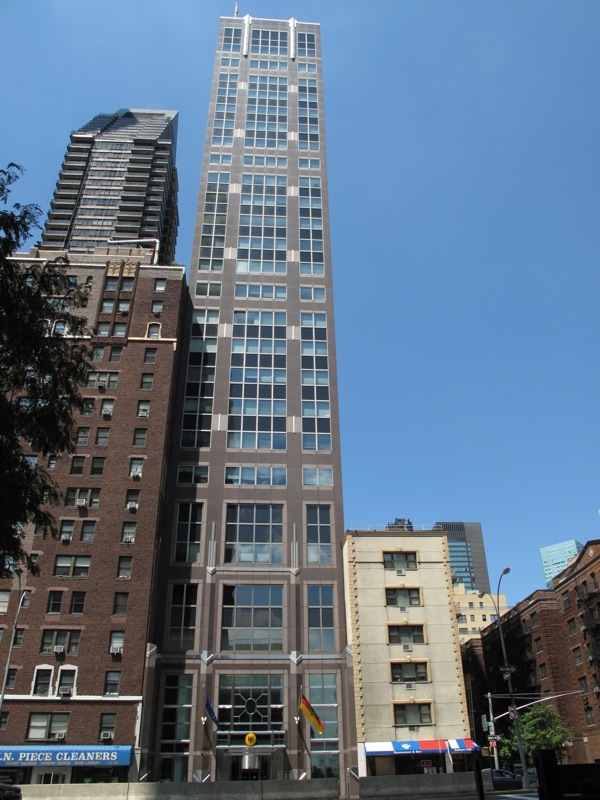
Consulat général et Mission permanente auprès des Nations unies à New York.
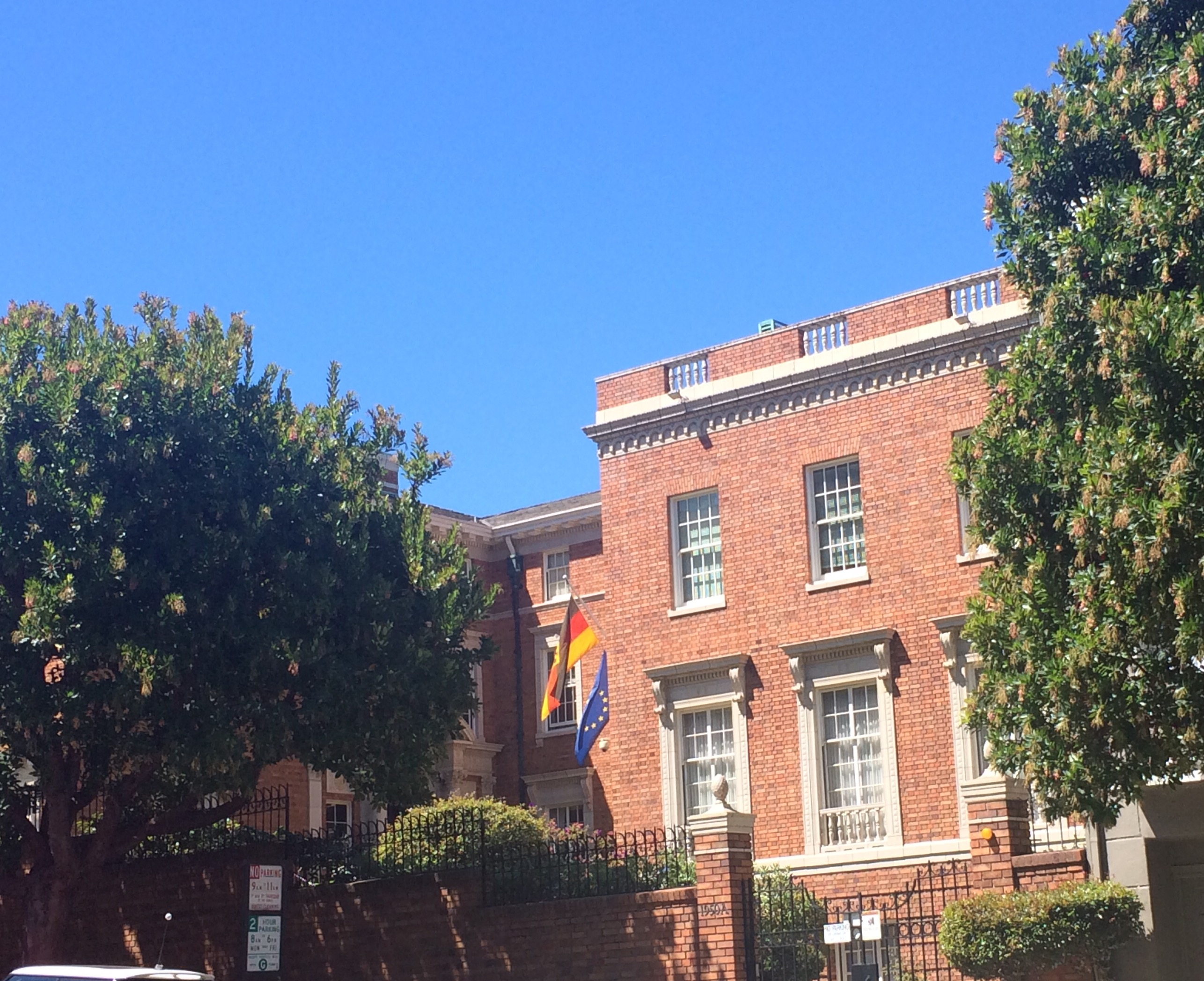
Consulat général à San Francisco.
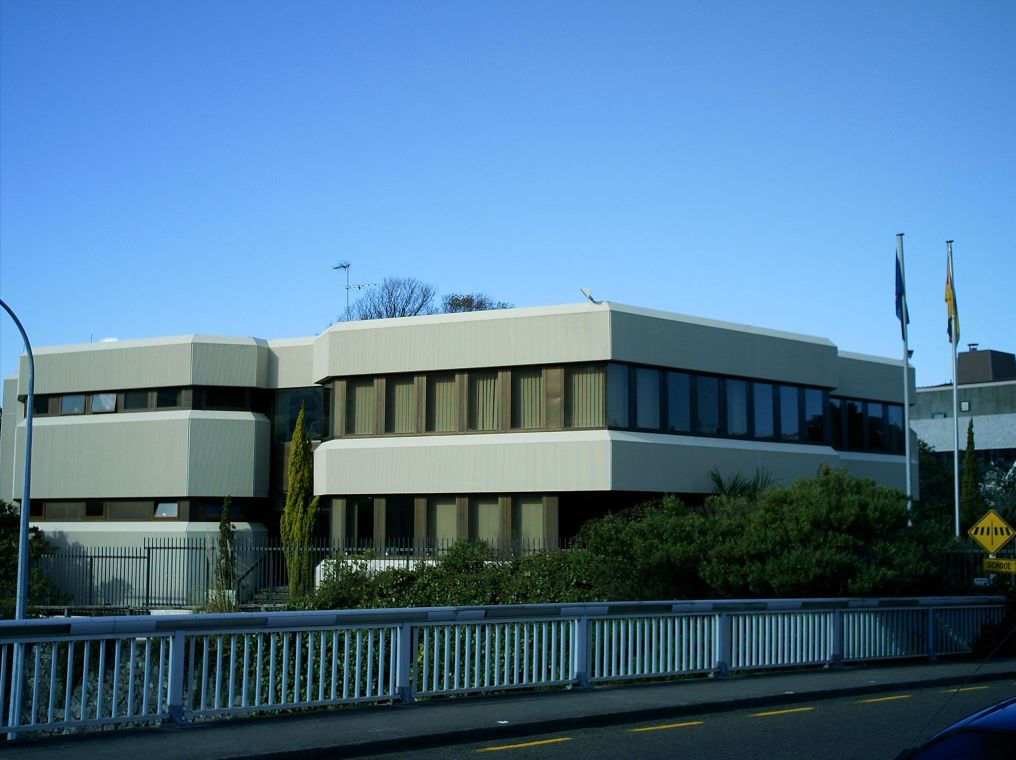
Ambassade à Wellington.